# Список эпизодов мультсериала «Томас и его друзья»
Список серий британского мультсериала Томас и его друзья.

## Сезон 1
| №  | №  | Название                                                    | Режиссёр     | Сценарий                                                                                     | Премьера         |
| -- | -- | ----------------------------------------------------------- | ------------ | -------------------------------------------------------------------------------------------- | ---------------- |
| 1  | 1  | «Thomas and Gordon» «Серьёзный урок»                        | Дэвид Миттон | Книга "Thomas the Tank Engine" Преп. Уилберт Одри адаптация Бритт Оллкрофт и Дэвид Миттон    | 4 сентября 1984  |
| 2  | 2  | «Edward and Gordon» «Эдвард и Гордон»                       | Дэвид Миттон | Книга "The Three Railway Engines" Преп. Уилберт Одри адаптация Бритт Оллкрофт и Дэвид Миттон | 9 сентября 1984  |
| 3  | 3  | «The Sad Story of Henry» «Боязнь дождя»                     | Дэвид Миттон | Книга "The Three Railway Engines" Преп. Уилберт Одри адаптация Бритт Оллкрофт и Дэвид Миттон | 12 сентября 1984 |
| 4  | 4  | «Edward, Gordon and Henry» «Вновь обретенная свобода»       | Дэвид Миттон | Книга "The Three Railway Engines" Преп. Уилберт Одри адаптация Бритт Оллкрофт и Дэвид Миттон | 14 сентября 1984 |
| 5  | 5  | «Thomas' Train» «Поезд Томаса»                              | Дэвид Миттон | Книга "Thomas the Tank Engine" Преп. Уилберт Одри адаптация Бритт Оллкрофт и Дэвид Миттон    | 17 сентября 1984 |
| 6  | 6  | «Thomas and the Trucks» «Недовольный паровозик»             | Дэвид Миттон | Книга "Thomas the Tank Engine" Преп. Уилберт Одри адаптация Бритт Оллкрофт и Дэвид Миттон    | 20 сентября 1984 |
| 7  | 7  | «Thomas and the Breakdown Train» «Происшествие»             | Дэвид Миттон | Книга "Thomas the Tank Engine" Преп. Уилберт Одри адаптация Бритт Оллкрофт и Дэвид Миттон    | 22 сентября 1984 |
| 8  | 8  | «James and the Coaches» «На ошибках учатся»                 | Дэвид Миттон | Книга "James the Red Engine" Преп. Уилберт Одри адаптация Бритт Оллкрофт и Дэвид Миттон      | 25 сентября 1984 |
| 9  | 9  | «Troublesome Trucks» «Заговор в товарном составе»           | Дэвид Миттон | Книга "James the Red Engine" Преп. Уилберт Одри адаптация Бритт Оллкрофт и Дэвид Миттон      | 2 октября 1984   |
| 10 | 10 | «James and the Express» «Джеймс берет реванш»               | Дэвид Миттон | Книга "James the Red Engine" Преп. Уилберт Одри адаптация Бритт Оллкрофт и Дэвид Миттон      | 7 октября 1984   |
| 11 | 11 | «Thomas and the Guard» «Томас и проводник»                  | Дэвид Миттон | Книга "Tank Engine Thomas Again" Преп. Уилберт Одри адаптация Бритт Оллкрофт и Дэвид Миттон  | 9 октября 1984   |
| 12 | 12 | «Thomas Goes Fishing» «Паровозы не ловят рыбу»              | Дэвид Миттон | Книга "Tank Engine Thomas Again" Преп. Уилберт Одри адаптация Бритт Оллкрофт и Дэвид Миттон  | 12 октября 1984  |
| 13 | 13 | «Thomas, Terence and the Snow» «Томас, Тэренс и снег»       | Дэвид Миттон | Книга "Tank Engine Thomas Again" Преп. Уилберт Одри адаптация Бритт Оллкрофт и Дэвид Миттон  | 15 октября 1984  |
| 14 | 14 | «Thomas and Bertie» «Томас и Бэрти»                         | Дэвид Миттон | Книга "Tank Engine Thomas Again" Преп. Уилберт Одри адаптация Бритт Оллкрофт и Дэвид Миттон  | 20 октября 1984  |
| 15 | 15 | «Tenders and Turntables» «Тендерные паровозы»               | Дэвид Миттон | Книга "Troublesome Engines" Преп. Уилберт Одри адаптация Бритт Оллкрофт и Дэвид Миттон       | 21 октября 1984  |
| 16 | 16 | «Trouble in the Shed» «Неприятности на путях»               | Дэвид Миттон | Книга "Troublesome Engines" Преп. Уилберт Одри адаптация Бритт Оллкрофт и Дэвид Миттон       | 24 октября 1984  |
| 17 | 17 | «Percy Runs Away» «Побег Перси»                             | Дэвид Миттон | Книга "Troublesome Engines" Преп. Уилберт Одри адаптация Бритт Оллкрофт и Дэвид Миттон       | 26 октября 1984  |
| 18 | 18 | «Coal» «Уголь»                                              | Дэвид Миттон | Книга "Henry the Green Engine" Преп. Уилберт Одри адаптация Бритт Оллкрофт и Дэвид Миттон    | 28 октября 1984  |
| 19 | 19 | «The Flying Kipper» «Летучий лосось»                        | Дэвид Миттон | Книга "Henry the Green Engine" Преп. Уилберт Одри адаптация Бритт Оллкрофт и Дэвид Миттон    | 31 октября 1984  |
| 20 | 20 | «Whistles & Sneezes» «Свистуны и чихуны»                    | Дэвид Миттон | Книга "Henry the Green Engine" Преп. Уилберт Одри адаптация Бритт Оллкрофт и Дэвид Миттон    | 3 ноября 1984    |
| 21 | 21 | «Toby and the Stout Gentleman» «Тоби и полный джентльмен»   | Дэвид Миттон | Книга "Toby the Tram Engine" Преп. Уилберт Одри адаптация Бритт Оллкрофт и Дэвид Миттон      | 6 ноября 1984    |
| 22 | 22 | «Thomas in Trouble» «Томас в беде»                          | Дэвид Миттон | Книга "Toby the Tram Engine" Преп. Уилберт Одри адаптация Бритт Оллкрофт и Дэвид Миттон      | 9 ноября 1984    |
| 23 | 23 | «Dirty Objects» «Грязнули»                                  | Дэвид Миттон | Книга "Toby the Tram Engine" Преп. Уилберт Одри адаптация Бритт Оллкрофт и Дэвид Миттон      | 12 ноября 1984   |
| 24 | 24 | «Off the Rails» «Крушение поезда»                           | Дэвид Миттон | Книга "Gordon the Big Engine" Преп. Уилберт Одри адаптация Бритт Оллкрофт и Дэвид Миттон     | 19 ноября 1984   |
| 25 | 25 | «Down the Mine» «Паровоз провалился»                        | Дэвид Миттон | Книга "Gordon the Big Engine" Преп. Уилберт Одри адаптация Бритт Оллкрофт и Дэвид Миттон     | 23 ноября 1984   |
| 26 | 26 | «Thomas' Christmas Party» «Рождественская вечеринка Томаса» | Дэвид Миттон | Рассказ "Thomas' Christmas Party" Преп. Уилберт Одри адаптация Бритт Оллкрофт и Дэвид Миттон | 25 декабря 1984  |

## Сезон 2
| №  | №  | Название                                                         | Режиссёр     | Сценарий                                                                                                | Премьера         |
| -- | -- | ---------------------------------------------------------------- | ------------ | --- | ---------------- |
| 1  | 27 | «Thomas, Percy and the Coal» «Черный, как вороново крыло»        | Дэвид Миттон | Книга «More About Thomas the Tank Engine» Кристофер Одри адаптация Бритт Оллкрофт и Дэвид Миттон        | 2 сентября 1986  |
| 2  | 28 | «Cows» «Коровы на рельсах»                                       | Дэвид Миттон | Книга «Edward the Blue Engine» Преп. Уилберт Одри адаптация Бритт Оллкрофт и Дэвид Миттон               | 5 сентября 1986  |
| 3  | 29 | «Bertie's Chase» «На всех парах»                                 | Дэвид Миттон | Книга «Edward the Blue Engine» Преп. Уилберт Одри адаптация Бритт Оллкрофт и Дэвид Миттон               | 7 сентября 1986  |
| 4  | 30 | «Saved from Scrap» «Спасенный трактор»                           | Дэвид Миттон | Книга «Edward the Blue Engine» Преп. Уилберт Одри адаптация Бритт Оллкрофт и Дэвид Миттон               | 9 сентября 1986  |
| 5  | 31 | «Old Iron» «Смелый спасатель»                                    | Дэвид Миттон | Книга «Edward the Blue Engine» Преп. Уилберт Одри адаптация Бритт Оллкрофт и Дэвид Миттон               | 11 сентября 1986 |
| 6  | 32 | «Thomas and Trevor» «Томас и Тревор»                             | Дэвид Миттон | Кристофер Одри, Бритт Оллкрофт, Дэвид Миттон                                                            | 14 сентября 1986 |
| 7  | 33 | «Percy and the Signal» «Перси и семафор»                         | Дэвид Миттон | Книга «Percy the Small Engine» Преп. Уилберт Одри адаптация Бритт Оллкрофт и Дэвид Миттон               | 17 сентября 1986 |
| 8  | 34 | «Duck Takes Charge» «Новичок»                                    | Дэвид Миттон | Книга «Percy the Small Engine» Преп. Уилберт Одри адаптация Бритт Оллкрофт и Дэвид Миттон               | 18 сентября 1986 |
| 9  | 35 | «Percy and Harold» «Паровоз и вертолёт»                          | Дэвид Миттон | Книга «Percy the Small Engine» Преп. Уилберт Одри адаптация Бритт Оллкрофт и Дэвид Миттон               | 20 сентября 1986 |
| 10 | 36 | «The Runaway» «Без тормозов»                                     | Дэвид Миттон | Книга «More About Thomas the Tank Engine» Кристофер Одри адаптация Бритт Оллкрофт и Дэвид Миттон        | 22 сентября 1986 |
| 11 | 37 | «Percy Takes the Plunge» «Перси падает в воду»                   | Дэвид Миттон | Книга «The Eight Famous Engines» Преп. Уилберт Одри адаптация Бритт Оллкрофт и Дэвид Миттон             | 24 сентября 1986 |
| 12 | 38 | «Pop Goes the Diesel» «Дизельный локомотив»                      | Дэвид Миттон | Книга «Duck and the Diesel Engine» Преп. Уилберт Одри адаптация Бритт Оллкрофт и Дэвид Миттон           | 26 сентября 1986 |
| 13 | 39 | «Dirty Work» «Прозвища»                                          | Дэвид Миттон | Книга «Duck and the Diesel Engine» Преп. Уилберт Одри адаптация Бритт Оллкрофт и Дэвид Миттон           | 28 сентября 1986 |
| 14 | 40 | «A Close Shave» «Опасное бритье»                                 | Дэвид Миттон | Книга «Duck and the Diesel Engine» Преп. Уилберт Одри адаптация Бритт Оллкрофт и Дэвид Миттон           | 1 октября 1986   |
| 15 | 41 | «Better Late Than Never» «Лучше поздно, чем никогда»             | Дэвид Миттон | Книга «More About Thomas the Tank Engine» Кристофер Одри адаптация Бритт Оллкрофт и Дэвид Миттон        | 4 октября 1986   |
| 16 | 42 | «Break Van» «Вагончик с тормозом»                                | Дэвид Миттон | Книга «The Twin Engines» Преп. Уилберт Одри адаптация Бритт Оллкрофт и Дэвид Миттон                     | 7 октября 1986   |
| 17 | 43 | «The Deputation» «Делегация»                                     | Дэвид Миттон | Книга «The Twin Engines» Преп. Уилберт Одри адаптация Бритт Оллкрофт и Дэвид Миттон                     | 9 октября 1986   |
| 18 | 44 | «Thomas Comes to Breakfast» «Томас приходит на завтрак»          | Дэвид Миттон | Книга «Branch Line Engines» Преп. Уилберт Одри адаптация Бритт Оллкрофт и Дэвид Миттон                  | 11 октября 1986  |
| 19 | 45 | «Daisy» «Дэйзи»                                                  | Дэвид Миттон | Книга «Branch Line Engines» Преп. Уилберт Одри адаптация Бритт Оллкрофт и Дэвид Миттон                  | 14 октября 1986  |
| 20 | 46 | «Percy's Predicament» «Перси в затруднительном положении»        | Дэвид Миттон | Книга «Branch Line Engines» Преп. Уилберт Одри адаптация Бритт Оллкрофт и Дэвид Миттон                  | 19 октября 1986  |
| 21 | 47 | «The Diseasel» «Простудизель»                                    | Дэвид Миттон | Книга «Main Line Engines» Преп. Уилберт Одри адаптация Бритт Оллкрофт и Дэвид Миттон                    | 24 октября 1986  |
| 22 | 48 | «Wrong Road» «Неверный путь»                                     | Дэвид Миттон | Книга «Main Line Engines» Преп. Уилберт Одри адаптация Бритт Оллкрофт и Дэвид Миттон                    | 1 ноября 1986    |
| 23 | 49 | «Edward's Exploit» «Подвиг Эдварда»                              | Дэвид Миттон | Книга «Main Line Engines» Преп. Уилберт Одри адаптация Бритт Оллкрофт и Дэвид Миттон                    | 8 ноября 1986    |
| 24 | 50 | «Ghost Train» «Поезд-призрак»                                    | Дэвид Миттон | Книга «Main Line Engines» Преп. Уилберт Одри адаптация Бритт Оллкрофт и Дэвид Миттон                    | 10 ноября 1986   |
| 25 | 51 | «Woolly Bear» «Мохнатый медведь»                                 | Дэвид Миттон | Книга «Main Line Engines» Преп. Уилберт Одри адаптация Бритт Оллкрофт и Дэвид Миттон                    | 16 ноября 1986   |
| 26 | 52 | «Thomas and the Missing Christmas Tree» «Томас и пропавшая ёлка» | Дэвид Миттон | Рассказ « Thomas and the Missing Christmas Tree» Кристофер Одри адаптация Бритт Оллкрофт и Дэвид Миттон | 23 декабря 1986  |

## Сезон 3
| №  | №  | Название                                                                                     | Режиссёр     | Сценарий | Премьера         |
| -- | -- | -------------------------------------------------------------------------------------------- | ------------ | --- | ---------------- |
| 1  | 53 | «A Scarf for Percy» «Шарф для Перси»                                                         | Дэвид Миттон | Книга "Henry the Green Engine" Преп. Уилберт Одри адаптация Бритт Оллкрофт и Дэвид Миттон                     | 12 сентября 1991 |
| 2  | 54 | «Percy's Promise» «Обещание Перси»                                                           | Дэвид Миттон | Книга "Percy the Small Engine" Преп. Уилберт Одри адаптация Бритт Оллкрофт и Дэвид Миттон                     | 14 сентября 1991 |
| 3  | 55 | «Time for Trouble» «Когда приходит беда»                                                     | Дэвид Миттон | Книга "The Eight Famous Engines" Преп. Уилберт Одри адаптация Бритт Оллкрофт и Дэвид Миттон                   | 20 сентября 1991 |
| 4  | 56 | «Gordon and the Famous Visitor» «Гордон и известный посетитель»                              | Дэвид Миттон | Книга "Duck and the Diesel Engine" Преп. Уилберт Одри адаптация Бритт Оллкрофт и Дэвид Миттон                 | 26 сентября 1991 |
| 5  | 57 | «Donald's Duck» «Уточка Дональда»                                                            | Дэвид Миттон | Книга "Oliver the Western Engine" Преп. Уилберт Одри адаптация Бритт Оллкрофт и Дэвид Миттон                  | 29 сентября 1991 |
| 6  | 58 | «Thomas Gets Bumped» «Томас набивает шишки»                                                  | Дэвид Миттон | Рассказ из журнала "Thomas the Tank Engine and Friends" Эндрю Бреннер адаптация Бритт Оллкрофт и Дэвид Миттон | 2 октября 1991   |
| 7  | 59 | «Thomas, Percy and the Dragon» «Томас, Перси и дракон»                                       | Дэвид Миттон | Рассказ из журнала "Thomas the Tank Engine and Friends" Эндрю Бреннер адаптация Бритт Оллкрофт и Дэвид Миттон | 5 октября 1991   |
| 8  | 60 | «Diesel Does It Again» «Дизель снова это делает»                                             | Дэвид Миттон | Рассказ из журнала "Thomas the Tank Engine and Friends" Эндрю Бреннер адаптация Бритт Оллкрофт и Дэвид Миттон | 10 октября 1991  |
| 9  | 61 | «Henry's Forest» «Лес Генри»                                                                 | Дэвид Миттон | Рассказ из журнала "Thomas the Tank Engine and Friends" Эндрю Бреннер адаптация Бритт Оллкрофт и Дэвид Миттон | 17 октября 1991  |
| 10 | 62 | «The Trouble with Mud» «Проблема с грязью»                                                   | Дэвид Миттон | Книга "Gordon the Big Engine" Преп. Уилберт Одри адаптация Бритт Оллкрофт и Дэвид Миттон                      | 20 октября 1991  |
| 11 | 63 | «No Joke for James» «Для Джеймса это не шутка»                                               | Дэвид Миттон | Рассказ из журнала "Thomas the Tank Engine and Friends" Эндрю Бреннер адаптация Бритт Оллкрофт и Дэвид Миттон | 26 октября 1991  |
| 12 | 64 | «Thomas, Percy and the Post Train» «Томас, Перси и почтовый поезд»                           | Дэвид Миттон | Рассказ из журнала "Thomas the Tank Engine and Friends" Эндрю Бреннер адаптация Бритт Оллкрофт и Дэвид Миттон | 1 ноября 1991    |
| 13 | 65 | «Trust Thomas» «Томасу можно верить»                                                         | Дэвид Миттон | Рассказ из журнала "Thomas the Tank Engine and Friends" Эндрю Бреннер адаптация Бритт Оллкрофт и Дэвид Миттон | 5 ноября 1991    |
| 14 | 66 | «Mavis» «Мэвис»                                                                              | Дэвид Миттон | Книга "Main Line Engines" Преп. Уилберт Одри адаптация Бритт Оллкрофт и Дэвид Миттон                          | 11 ноября 1991   |
| 15 | 67 | «Toby's Tightrope» «Тоби на канате»                                                          | Дэвид Миттон | Книга "Main Line Engines" Преп. Уилберт Одри адаптация Бритт Оллкрофт и Дэвид Миттон                          | 24 ноября 1991   |
| 16 | 68 | «Edward, Trevor and the Really Useful Party» «Эдвард, Тревор и действительно полезный вечер» | Дэвид Миттон | Рассказ из журнала "Thomas the Tank Engine and Friends" Эндрю Бреннер адаптация Бритт Оллкрофт и Дэвид Миттон | 26 ноября 1991   |
| 17 | 69 | «Buzz, Buzz» «Жу, жу»                                                                        | Дэвид Миттон | Книга "Main Line Engines" Преп. Уилберт Одри адаптация Бритт Оллкрофт и Дэвид Миттон                          | 2 января 1992    |
| 18 | 70 | «All at Sea» «Все на море»                                                                   | Дэвид Миттон | Бритт Оллкрофт и Дэвид Миттон                                                                                 | 20 января 1992   |
| 19 | 71 | «One Good Turn» «Один хороший поворот»                                                       | Дэвид Миттон | Рассказ из журнала "Thomas the Tank Engine and Friends" Эндрю Бреннер адаптация Бритт Оллкрофт и Дэвид Миттон | 4 февраля 1992   |
| 20 | 72 | «Tender Engines» «Нежные паровозы»                                                           | Дэвид Миттон | Книга "Enterprising Engines" Преп. Уилберт Одри адаптация Бритт Оллкрофт и Дэвид Миттон                       | 17 февраля 1992  |
| 21 | 73 | «Escape!» «Бегство!»                                                                         | Дэвид Миттон | Книга "Enterprising Engines" Преп. Уилберт Одри адаптация Бритт Оллкрофт и Дэвид Миттон                       | 10 апреля 1992   |
| 22 | 74 | «Oliver Owns Up» «Оливер признает ошибку»                                                    | Дэвид Миттон | Книга "Oliver the Western Engine" Преп. Уилберт Одри адаптация Бритт Оллкрофт и Дэвид Миттон                  | 3 июня 1992      |
| 23 | 75 | «Bulgy» «Балджи»                                                                             | Дэвид Миттон | Книга "Oliver the Western Engine" Преп. Уилберт Одри адаптация Бритт Оллкрофт и Дэвид Миттон                  | 25 сентября 1992 |
| 24 | 76 | «Heroes» «Герои»                                                                             | Дэвид Миттон | Рассказ из журнала "Thomas the Tank Engine and Friends" Эндрю Бреннер адаптация Бритт Оллкрофт и Дэвид Миттон | 1 октября 1992   |
| 25 | 77 | «Percy, James and the Fruitful Day» «Перси, Джеймс и плодотворный день»                      | Дэвид Миттон | Рассказ из журнала "Thomas the Tank Engine and Friends" Эндрю Бреннер адаптация Бритт Оллкрофт и Дэвид Миттон | 10 ноября 1992   |
| 26 | 78 | «Thomas and Percy's Christmas Adventure» «Томас и рождественское приключение Перси»          | Дэвид Миттон | Бритт Оллкрофт и Дэвид Миттон                                                                                 | 25 ноября 1992   |

## Сезон 4
| №  | №   | Название                                                            | Режиссёр     | Сценарий                                                                                         | Премьера         |
| -- | --- | ------------------------------------------------------------------- | ------------ | ------------------------------------------------------------------------------------------------ | ---------------- |
| 1  | 79  | «Granpuff» «Дед Пуфф»                                               | Дэвид Миттон | Книга "Duke the Lost Engine" Преп. Уилберт Одри адаптация Бритт Оллкрофт и Дэвид Миттон          | 10 сентября 1994 |
| 2  | 80  | «Sleeping Beauty» «Спящая красавица»                                | Дэвид Миттон | Книга "Duke the Lost Engine" Преп. Уилберт Одри адаптация Бритт Оллкрофт и Дэвид Миттон          | 12 сентября 1994 |
| 3  | 81  | «Bulldog» «Бульдог»                                                 | Дэвид Миттон | Книга "Duke the Lost Engine" Преп. Уилберт Одри адаптация Бритт Оллкрофт и Дэвид Миттон          | 14 сентября 1994 |
| 4  | 82  | «You Can't Win!» «Ты не победишь!»                                  | Дэвид Миттон | Книга "Duke the Lost Engine" Преп. Уилберт Одри адаптация Бритт Оллкрофт и Дэвид Миттон          | 21 сентября 1994 |
| 5  | 83  | «Four Little Engines» «Четыре паровозика»                           | Дэвид Миттон | Книга "Four Little Engines" Преп. Уилберт Одри адаптация Бритт Оллкрофт и Дэвид Миттон           | 25 сентября 1994 |
| 6  | 84  | «A Bad Day for Sir Handel» «Плохой день для Сэра Хендэла»           | Дэвид Миттон | Книга "Four Little Engines" Преп. Уилберт Одри адаптация Бритт Оллкрофт и Дэвид Миттон           | 30 сентября 1994 |
| 7  | 85  | «Peter Sam and the Refreshment Lady» «Питер Сэм и хозяйка магазина» | Дэвид Миттон | Книга "Four Little Engines" Преп. Уилберт Одри адаптация Бритт Оллкрофт и Дэвид Миттон           | 2 октября 1994   |
| 8  | 86  | «Trucks» «Платформы»                                                | Дэвид Миттон | Книга "The Little Old Engine" Преп. Уилберт Одри адаптация Бритт Оллкрофт и Дэвид Миттон         | 7 октября 1994   |
| 9  | 87  | «Home at Last» «Наконец дома»                                       | Дэвид Миттон | Книга "The Little Old Engine" Преп. Уилберт Одри адаптация Бритт Оллкрофт и Дэвид Миттон         | 9 октября 1994   |
| 10 | 88  | «Rock 'n' Roll» «Рок'н'ролл»                                        | Дэвид Миттон | Книга "The Little Old Engine" Преп. Уилберт Одри адаптация Бритт Оллкрофт и Дэвид Миттон         | 14 октября 1994  |
| 11 | 89  | «Special Funnel» «Необыкновенная труба»                             | Дэвид Миттон | Книга "Gallant Old Engine" Преп. Уилберт Одри адаптация Бритт Оллкрофт и Дэвид Миттон            | 9 января 1995    |
| 12 | 90  | «Steam-Roller» «Паровой-каток»                                      | Дэвид Миттон | Книга "Gallant Old Engine" Преп. Уилберт Одри адаптация Бритт Оллкрофт и Дэвид Миттон            | 14 января 1995   |
| 13 | 91  | «Passengers and Polish» «Пассажиры и полировка»                     | Дэвид Миттон | Книга "Gallant Old Engine" Преп. Уилберт Одри адаптация Бритт Оллкрофт и Дэвид Миттон            | 30 января 1995   |
| 14 | 92  | «Gallant Old Engine» «Доблестный старый паровоз»                    | Дэвид Миттон | Книга "Gallant Old Engine" Преп. Уилберт Одри адаптация Бритт Оллкрофт и Дэвид Миттон            | 2 февраля 1995   |
| 15 | 93  | «Rusty to the Rescue» «Расти спешит на помощь»                      | Дэвид Миттон | Бритт Оллкрофт и Дэвид Миттон                                                                    | 7 февраля 1995   |
| 16 | 94  | «Thomas and Stepney» «Томас и Степни»                               | Дэвид Миттон | Книга "Stepney the "Bluebell" Engine" Преп. Уилберт Одри адаптация Бритт Оллкрофт и Дэвид Миттон | 10 февраля 1995  |
| 17 | 95  | «Train Stops Play» «Поезд останавливает игру»                       | Дэвид Миттон | Книга "Stepney the "Bluebell" Engine" Преп. Уилберт Одри адаптация Бритт Оллкрофт и Дэвид Миттон | 16 февраля 1995  |
| 18 | 96  | «Bowled Out» «Вышел из строя»                                       | Дэвид Миттон | Книга "Stepney the "Bluebell" Engine" Преп. Уилберт Одри адаптация Бритт Оллкрофт и Дэвид Миттон | 20 февраля 1995  |
| 19 | 97  | «Henry and the Elephant» «Генри и слон»                             | Дэвид Миттон | Книга "Troublesome Engines" Преп. Уилберт Одри адаптация Бритт Оллкрофт и Дэвид Миттон           | 12 марта 1995    |
| 20 | 98  | «Toad Stands By» «Поддержка Тода»                                   | Дэвид Миттон | Книга "Oliver the Western Engine" Преп. Уилберт Одри адаптация Бритт Оллкрофт и Дэвид Миттон     | 19 марта 1995    |
| 21 | 99  | «Bulls Eyes» «Глаза быка»                                           | Дэвид Миттон | Книга "Branch Line Engines" Преп. Уилберт Одри адаптация Бритт Оллкрофт и Дэвид Миттон           | 2 апреля 1995    |
| 22 | 100 | «Thomas and the Special Letter» «Томас и необычное письмо»          | Дэвид Миттон | Книга "The Eight Famous Engines" Преп. Уилберт Одри адаптация Бритт Оллкрофт и Дэвид Миттон      | 4 апреля 1995    |
| 23 | 101 | «Paint, Pots and Queens» «Вёдра, с краской и Королева»              | Дэвид Миттон | Книга "Gordon the Big Engine" Преп. Уилберт Одри адаптация Бритт Оллкрофт и Дэвид Миттон         | 6 апреля 1995    |
| 24 | 102 | «Fish» «Рыба»                                                       | Дэвид Миттон | Книга "Really Useful Engines" Кристофер Одри адаптация Бритт Оллкрофт и Дэвид Миттон             | 8 апреля 1995    |
| 25 | 103 | «Special Attraction» «Специальный аттракцион»                       | Дэвид Миттон | Книга "Toby, Trucks and Trouble" Кристофер Одри адаптация Бритт Оллкрофт и Дэвид Миттон          | 1 мая 1995       |
| 26 | 104 | «Mind That Bike!» «Осторожно с велосипедом!»                        | Дэвид Миттон | Книга "Really Useful Engines" Кристофер Одри адаптация Бритт Оллкрофт и Дэвид Миттон             | 30 мая 1995      |

## Сезон 5
| №  | №   | Название                                                                  | Режиссёр     | Сценарий | Премьера         |
| -- | --- | ------------------------------------------------------------------------- | ------------ | --- | ---------------- |
| 1  | 105 | «Cranky Bugs» «Недовольные жуки»                                          | Дэвид Миттон | Бритт Оллкрофт и Дэвид Миттон                                                                                 | 1 сентября 1998  |
| 2  | 106 | «Horrid Lorry» «Ужасный грузовик»                                         | Дэвид Миттон | Бритт Оллкрофт и Дэвид Миттон                                                                                 | 3 сентября 1998  |
| 3  | 107 | «A Better View for Gordon» «Гордону лучше видно»                          | Дэвид Миттон | Бритт Оллкрофт и Дэвид Миттон                                                                                 | 5 сентября 1998  |
| 4  | 108 | «Lady Hatt's Birthday Party» «День рождения Лэди Хэтт»                    | Дэвид Миттон | Бритт Оллкрофт и Дэвид Миттон                                                                                 | 9 сентября 1998  |
| 5  | 109 | «James and the Trouble with Trees» «Джеймс и проблемы с деревьями»        | Дэвид Миттон | Бритт Оллкрофт и Дэвид Миттон                                                                                 | 13 сентября 1998 |
| 6  | 110 | «Gordon and the Gremlin» «Гордон и гремлин»                               | Дэвид Миттон | Бритт Оллкрофт и Дэвид Миттон                                                                                 | 16 сентября 1998 |
| 7  | 111 | «Bye George!» «Прощай, Джорж!»                                            | Дэвид Миттон | Бритт Оллкрофт и Дэвид Миттон                                                                                 | 20 сентября 1998 |
| 8  | 112 | «Baa!» «Баа!»                                                             | Дэвид Миттон | Бритт Оллкрофт и Дэвид Миттон                                                                                 | 22 сентября 1998 |
| 9  | 113 | «Put Upon Percy» «Перси нагрузили»                                        | Дэвид Миттон | Бритт Оллкрофт и Дэвид Миттон                                                                                 | 24 сентября 1998 |
| 10 | 114 | «Toby and the Flood» «Тоби и наводнение»                                  | Дэвид Миттон | Бритт Оллкрофт и Дэвид Миттон                                                                                 | 28 сентября 1998 |
| 11 | 115 | «Haunted Henry» «Генри и приведение»                                      | Дэвид Миттон | Бритт Оллкрофт и Дэвид Миттон                                                                                 | 3 октября 1998   |
| 12 | 116 | «Double Teething Troubles» «Двойная проблема с зубами»                    | Дэвид Миттон | Бритт Оллкрофт и Дэвид Миттон                                                                                 | 5 октября 1998   |
| 13 | 117 | «Stepney Gets Lost» «Степни потерялся»                                    | Дэвид Миттон | Бритт Оллкрофт и Дэвид Миттон                                                                                 | 7 октября 1998   |
| 14 | 118 | «Toby's Discovery» «Открытие Тоби»                                        | Дэвид Миттон | Бритт Оллкрофт и Дэвид Миттон                                                                                 | 9 октября 1998   |
| 15 | 119 | «Something in the Air» «Чем это пахнет?»                                  | Дэвид Миттон | Бритт Оллкрофт и Дэвид Миттон                                                                                 | 11 октября 1998  |
| 16 | 120 | «Thomas, Percy and Old Slowcoach» «Томас, Перси и старый медленный вагон» | Дэвид Миттон | Бритт Оллкрофт и Дэвид Миттон                                                                                 | 13 октября 1998  |
| 17 | 121 | «Thomas and the Rumours» «Томас и слухи»                                  | Дэвид Миттон | Рассказ из журнала "Thomas the Tank Engine and Friends" Эндрю Бреннер адаптация Бритт Оллкрофт и Дэвид Миттон | 15 октября 1998  |
| 18 | 122 | «Oliver's Find» «Находка Оливера»                                         | Дэвид Миттон | Бритт Оллкрофт и Дэвид Миттон                                                                                 | 17 октября 1998  |
| 19 | 123 | «Happy Ever After» «И жили они долго и счастливо»                         | Дэвид Миттон | Бритт Оллкрофт и Дэвид Миттон                                                                                 | 20 октября 1998  |
| 20 | 124 | «Sir Topham Hatt's Holiday» «Отпуск сэра Тофема Хэтта»                    | Дэвид Миттон | Бритт Оллкрофт и Дэвид Миттон                                                                                 | 22 октября 1998  |
| 21 | 125 | «A Surprise for Percy» «Сюрприз для Перси»                                | Дэвид Миттон | Бритт Оллкрофт и Дэвид Миттон                                                                                 | 24 октября 1998  |
| 22 | 126 | «Make Someone Happy» «Сделай кого-нибудь счастливым»                      | Дэвид Миттон | Бритт Оллкрофт и Дэвид Миттон                                                                                 | 26 октября 1998  |
| 23 | 127 | «Busy Going Backwards» «Задом наперед»                                    | Дэвид Миттон | Бритт Оллкрофт и Дэвид Миттон                                                                                 | 29 октября 1998  |
| 24 | 128 | «Duncan Gets Spooked» «Дункан и приведение»                               | Дэвид Миттон | Бритт Оллкрофт и Дэвид Миттон                                                                                 | 31 октября 1998  |
| 25 | 129 | «Rusty and the Boulder» «Расти и валун»                                   | Дэвид Миттон | Бритт Оллкрофт и Дэвид Миттон                                                                                 | 2 ноября 1998    |
| 26 | 130 | «Snow» «Снег»                                                             | Дэвид Миттон | Бритт Оллкрофт и Дэвид Миттон                                                                                 | 5 ноября 1998    |

## Сезон 6
| №  | №   | Название                                                               | Режиссёр     | Сценарий                                    | Премьера         |
| -- | --- | ---------------------------------------------------------------------- | ------------ | ------------------------------------------- | ---------------- |
| 1  | 131 | «Salty’s Secret» «Секрет Солти»                                        | Дэвид Миттон | Робин Кингсленд                             | 3 августа 2002   |
| 2  | 132 | «Harvey to the Rescue» «Спасатель Харви»                               | Дэвид Миттон | Джонатан Трумен                             | 5 августа 2002   |
| 3  | 133 | «No Sleep for Cranky» «Бессонная ночь Крэнки»                          | Дэвид Миттон | Пол Ларсон                                  | 7 августа 2002   |
| 4  | 134 | «A Bad Day for Harold the Helicopter» «Плохой день вертолёта Гарольда» | Дэвид Миттон | Саймон Николсон                             | 10 августа 2002  |
| 5  | 135 | «Elizabeth the Vintage Lorry» «Елизавета - старинный грузовик»         | Дэвид Миттон | Пол Ларсон                                  | 12 августа 2002  |
| 6  | 136 | «The Fogman» «Дежурный в туманную погоду»                              | Дэвид Миттон | Джонатан Трумен                             | 14 августа 2002  |
| 7  | 137 | «Jack Jumps In» «Джек идет на работу»                                  | Стив Асквит  | Филип Д. Ферле, Джонатан Трумен и Эби Грант | 17 августа 2002  |
| 8  | 138 | «A Friend in Need» «Друг познаётся в беде»                             | Стив Асквит  | Филип Д. Ферле, Джонатан Трумен и Эби Грант | 20 августа 2002  |
| 9  | 139 | «It's Only Snow» «Это всего лишь снег»                                 | Дэвид Миттон | Джеймс Мейсон                               | 23 августа 2002  |
| 10 | 140 | «Twin Trouble» «Двойная проблема»                                      | Дэвид Миттон | Брайан Трумен                               | 24 августа 2002  |
| 11 | 141 | «The World's Strongest Engine» «Самый сильный паровоз в мире»          | Дэвид Миттон | Пол Ларсон                                  | 27 августа 2002  |
| 12 | 142 | «Scaredy Engines» «Трусливые паровозы»                                 | Дэвид Миттон | Робин Кингсленд                             | 4 сентября 2002  |
| 13 | 143 | «Percy and the Haunted Mine» «Перси и заколдованная шахта»             | Дэвид Миттон | Робин Чартерис                              | 6 сентября 2002  |
| 14 | 144 | «Middle Engine» «Паровоз посередине»                                   | Дэвид Миттон | Брайан Трумен                               | 10 сентября 2002 |
| 15 | 145 | «James and the Red Balloon» «Джеймс и красный шар»                     | Дэвид Миттон | Дженни МакДэйд                              | 12 сентября 2002 |
| 16 | 146 | «Jack Frost» «Мороз - красный нос»                                     | Дэвид Миттон | Пол Ларсон                                  | 13 сентября 2002 |
| 17 | 147 | «Gordon Takes a Tumble» «Урок для Гордона»                             | Дэвид Миттон | Робин Кингсленд                             | 16 сентября 2002 |
| 18 | 148 | «Percy’s Chocolate Crunch» «Перси и его шоколадная корочка»            | Дэвид Миттон | Брайан Трумен                               | 20 сентября 2002 |
| 19 | 149 | «Buffer Bother» «Брат по буферу»                                       | Дэвид Миттон | Росс Хатингс                                | 24 сентября 2002 |
| 20 | 150 | «Toby Had a Little Lamb» «Тоби и овечки»                               | Дэвид Миттон | Дженни МакДэйд                              | 26 сентября 2002 |
| 21 | 151 | «Thomas, Percy and the Squeak» «Томас, Перси и странный писк»          | Дэвид Миттон | Дженни МакДэйд                              | 1 октября 2002   |
| 22 | 152 | «Thomas the Jet Engine» «Томас - реактивный двигатель»                 | Дэвид Миттон | Росс Хатингс                                | 5 октября 2002   |
| 23 | 153 | «Edward the Very Useful Engine» «Эдвард - очень нужный паровоз»        | Дэвид Миттон | Дэвид Миттон                                | 7 октября 2002   |
| 24 | 154 | «Dunkin' Duncan» «Нетерпеливый Данкан»                                 | Дэвид Миттон | Дженни МакДэйд                              | 9 октября 2002   |
| 25 | 155 | «Rusty Saves the Day» «Расти спасает положение»                        | Дэвид Миттон | Пол Ларсон                                  | 11 октября 2002  |
| 26 | 156 | «Faulty Whistles» «Испорченные свистки»                                | Дэвид Миттон | Росс Хатингс                                | 13 октября 2002  |

## Сезон 7
| №  | №   | Название                                                       | Режиссёр     | Сценарий        | Премьера        |
| -- | --- | -------------------------------------------------------------- | ------------ | --------------- | --------------- |
| 1  | 157 | «Emily's New Coaches» «Новые вагоны Эмили»                     | Дэвид Миттон | Ян Пейдж        | 4 октября 2003  |
| 2  | 158 | «Percy Gets It Right» «Перси понимает правильно»               | Дэвид Миттон | Пол Ларсон      | 6 октября 2003  |
| 3  | 159 | «Bill, Ben and Fergus» «Билл, Бен и Фергус»                    | Дэвид Миттон | Брайан Трумен   | 9 октября 2003  |
| 4  | 160 | «The Old Bridge» «Старый мост»                                 | Дэвид Миттон | Пол Ларсон      | 11 октября 2003 |
| 5  | 161 | «Edward's Brass Band» «Духовой оркестр Эдварда»                | Дэвид Миттон | Робин Чартерис  | 13 октября 2003 |
| 6  | 162 | «What's the Matter with Henry?» «Что случилось с Генри»        | Дэвид Миттон | Джордж Тэрри    | 15 октября 2003 |
| 7  | 163 | «James and the Queen of Sodor» «Джеймс и королева Содора»      | Дэвид Миттон | Пол Ларсон      | 20 октября 2003 |
| 8  | 164 | «The Refreshment Lady's Tea Shop» «Кафе для буфетчицы»         | Дэвид Миттон | Джеймс Мейсон   | 22 октября 2003 |
| 9  | 165 | «The Spotless Record» «Незапятнанная репутация»                | Дэвид Миттон | Пол Ларсон      | 29 октября 2003 |
| 10 | 166 | «Toby's Windmill» «Мельница Тоби»                              | Дэвид Миттон | Ян Пейдж        | 5 ноября 2003   |
| 11 | 167 | «Bad Day at Castle Loch» «Неудачный день у замкового озера»    | Дэвид Миттон | Дженни МакДэйд  | 10 ноября 2003  |
| 12 | 168 | «Rheneas and the Roller Coaster» «Ренеас и американские горки» | Дэвид Миттон | Джеймс Мейсон   | 13 ноября 2003  |
| 13 | 169 | «Salty's Stormy Tale» «Рассказ о шторме и Солти»               | Дэвид Миттон | Полли Черчилль  | 16 ноября 2003  |
| 14 | 170 | «Snow Engine» «Снежный паровоз»                                | Дэвид Миттон | Дженни МакДэйд  | 19 ноября 2003  |
| 15 | 171 | «Something Fishy» «Что-то рыбное»                              | Дэвид Миттон | Пол Ларсон      | 20 ноября 2003  |
| 16 | 172 | «The Runaway Elephant» «Слон-беглец»                           | Дэвид Миттон | Джордж Тэрри    | 23 ноября 2003  |
| 17 | 173 | «Peace and Quiet» «Тишина и покой»                             | Дэвид Миттон | Пол Ларсон      | 24 ноября 2003  |
| 18 | 174 | «Fergus Breaks the Rules» «Фергус нарушает правила»            | Дэвид Миттон | Ян Пейдж        | 26 ноября 2003  |
| 19 | 175 | «Bulgy Rides Again» «Балджи возвращается на дорогу»            | Дэвид Миттон | Брайан Трумен   | 29 ноября 2003  |
| 20 | 176 | «Harold and the Flying Horse» «Гарольд и летающая лошадь»      | Дэвид Миттон | Робин Кингсленд | 1 декабря 2003  |
| 21 | 177 | «The Grand Opening» «Торжественное открытие»                   | Дэвид Миттон | Джеймс Мейсон   | 6 декабря 2003  |
| 22 | 178 | «Best Dressed Engine» «Самый красивый паровоз»                 | Дэвид Миттон | Полли Черчилль  | 13 декабря 2003 |
| 23 | 179 | «Gordon and Spencer» «Гордон и Спенсер»                        | Дэвид Миттон | Ли Прессман     | 20 декабря 2003 |
| 24 | 180 | «Not So Hasty Puddings» «Тяжелый путь пудингов»                | Дэвид Миттон | Робин Чартерис  | 24 декабря 2003 |
| 25 | 181 | «Trusty Rusty» «Надёжный Расти»                                | Дэвид Миттон | Джеймс Мейсон   | 26 декабря 2003 |
| 26 | 182 | «Three Cheers for Thomas» «Да здравствует Томас»               | Дэвид Миттон | Ян Пейдж        | 30 декабря 2003 |

## Сезон 8
| №  | №   | Название                                                            | Режиссёр    | Сценарий               | Премьера         |
| -- | --- | ------------------------------------------------------------------- | ----------- | ---------------------- | ---------------- |
| 1  | 183 | «Thomas and the Tuba» «Томас и трубач»                              | Стив Асквит | Дэйв Ингэм             | 1 августа 2004   |
| 2  | 184 | «Percy's New Whistle» «Новый гудок Перси»                           | Стив Асквит | Джеймс Мейсон          | 1 августа 2004   |
| 3  | 185 | «Thomas to the Rescue» «Томас-спаситель»                            | Стив Асквит | Эби Грант и Пол Ларсон | 8 августа 2004   |
| 4  | 186 | «Henry and the Wishing Tree» «Генри и дерево желаний»               | Стив Асквит | Эби Грант и Пол Ларсон | 8 августа 2004   |
| 5  | 187 | «James Gets a New Coat» «Новое одеяние Джеймса»                     | Стив Асквит | Эби Грант              | 15 августа 2004  |
| 6  | 188 | «Thomas Saves the Day» «Томас-спасатель»                            | Стив Асквит | Джеймс Мейсон          | 15 августа 2004  |
| 7  | 189 | «Percy's Big Mistake» «Заблуждение Перси»                           | Стив Асквит | Эби Грант              | 22 августа 2004  |
| 8  | 190 | «Thomas, Emily and the Snowplough» «Томас, Эмили и снегоочиститель» | Стив Асквит | Эби Грант              | 22 августа 2004  |
| 9  | 191 | «Don't Tell Thomas» «Не говорите Томасу»                            | Стив Асквит | Пол Ларсон             | 29 августа 2004  |
| 10 | 192 | «Emily's New Route» «Новый маршрут Эмили»                           | Стив Асквит | Джеймс Мейсон          | 29 августа 2004  |
| 11 | 193 | «Thomas and the Firework Display» «Томас и фейерверки»              | Стив Асквит | Эби Грант и Пол Ларсон | 5 сентября 2004  |
| 12 | 194 | «Gordon Takes Charge» «Гордон - хвастунишка»                        | Стив Асквит | Пол Ларсон             | 5 сентября 2004  |
| 13 | 195 | «Spic and Span» «Чистота и блеск»                                   | Стив Асквит | Марк Сил               | 12 сентября 2004 |
| 14 | 196 | «Edward the Great» «Эдвард Великий»                                 | Стив Асквит | Эби Грант              | 12 сентября 2004 |
| 15 | 197 | «Squeak, Rattle and Roll» «Скрипя, треща, но не сдаваясь»           | Стив Асквит | Марк Сил               | 19 сентября 2004 |
| 16 | 198 | «Thomas and the Circus» «Томас и цирк»                              | Стив Асквит | Эби Грант              | 19 сентября 2004 |
| 17 | 199 | «Thomas Gets It Right» «Всё по правилам»                            | Стив Асквит | Робин Ригби            | 26 сентября 2004 |
| 18 | 200 | «As Good as Gordon» «Как Гордон»                                    | Стив Асквит | Эби Грант              | 26 сентября 2004 |
| 19 | 201 | «Fish» «Рыба»                                                       | Стив Асквит | Пол Ларсон             | 3 октября 2004   |
| 20 | 202 | «Emily's Adventure» «Приключение Эмили»                             | Стив Асквит | Пол Ларсон             | 3 октября 2004   |
| 21 | 203 | «Halloween» «Хэллоуин»                                              | Стив Асквит | Дэйв Ингэм             | 10 октября 2004  |
| 22 | 204 | «You Can Do It, Toby!» «Ты сможешь, Тоби!»                          | Стив Асквит | Пол Ларсон             | 10 октября 2004  |
| 23 | 205 | «James Goes Too Far» «Джеймс заходит слишком далеко»                | Стив Асквит | Джеймс Мейсон          | 17 октября 2004  |
| 24 | 206 | «Chickens to School» «Как цыплята попали в школу»                   | Стив Асквит | Пол Ларсон             | 17 октября 2004  |
| 25 | 207 | «Too Hot for Thomas» «Жарковато для Томаса»                         | Стив Асквит | Пол Ларсон             | 24 октября 2004  |
| 26 | 208 | «Percy and the Magic Carpet» «Перси и магический ковёр»             | Стив Асквит | Эби Грант              | 24 октября 2004  |

## Сезон 9
| №  | №   | Название                                              | Режиссёр    | Сценарий        | Премьера         |
| -- | --- | ----------------------------------------------------- | ----------- | --------------- | ---------------- |
| 1  | 209 | «Percy and the Oil Painting» «Перси и картина»        | Стив Асквит | Эби Грант       | 4 сентября 2005  |
| 2  | 210 | «Thomas and the Rainbow» «Томас и радуга»             | Стив Асквит | Эби Грант       | 4 сентября 2005  |
| 3  | 211 | «Thomas' Milkshake Muddle» «Молочный коктейль Томаса» | Стив Асквит | Марк Сил        | 11 сентября 2005 |
| 4  | 212 | «Mighty Mac» «Майти и Мак»                            | Стив Асквит | Пол Ларсон      | 11 сентября 2005 |
| 5  | 213 | «Molly's Special, Special» «Особый груз Молли»        | Стив Асквит | Пол Ларсон      | 18 сентября 2005 |
| 6  | 214 | «Respect for Gordon» «Уважение к Гордону»             | Стив Асквит | Джеймс Мейсон   | 18 сентября 2005 |
| 7  | 215 | «Thomas and the Birthday Picnic» «Праздничный пикник» | Стив Асквит | Шэрон Миллер    | 25 сентября 2005 |
| 8  | 216 | «Tuneful Toots» «Мелодичные гудки»                    | Стив Асквит | Шэрон Миллер    | 25 сентября 2005 |
| 9  | 217 | «Thomas and the Toy Shop» «Томас и магазин игрушек»   | Стив Асквит | Джеймс Мейсон   | 2 октября 2005   |
| 10 | 218 | «Rheneas and the Dinosaur» «Ренеас и динозавр»        | Стив Асквит | Пол Ларсон      | 2 октября 2005   |
| 11 | 219 | «Thomas and the New Engine» «Томас и новый поезд»     | Стив Асквит | Марк Сил        | 9 октября 2005   |
| 12 | 220 | «Toby Feels Left Out» «Тоби не у дел»                 | Стив Асквит | Саймон А. Браун | 9 октября 2005   |
| 13 | 221 | «Thomas Tries His Best» «Томас делает всё возможное»  | Стив Асквит | Джеймс Мейсон   | 16 октября 2005  |
| 14 | 222 | «The Magic Lamp» «Волшебная лампа»                    | Стив Асквит | Шэрон Миллер    | 16 октября 2005  |
| 15 | 223 | «Thomas and the Statue» «Томас и скульптура»          | Стив Асквит | Марк Сил        | 21 октября 2005  |
| 16 | 224 | «Henry and the Flagpole» «Генри и флагшток»           | Стив Асквит | Пол Ларсон      | 21 октября 2005  |
| 17 | 225 | «Emily Knows Best» «Эмили знает лучше»                | Стив Асквит | Марк Сил        | 28 октября 2005  |
| 18 | 226 | «Thomas' Day Off» «Томас берёт выходной»              | Стив Асквит | Шэрон Миллер    | 28 октября 2005  |
| 19 | 227 | «Thomas' New Trucks» «Новые вагоны Томаса»            | Стив Асквит | Пол Ларсон      | 4 ноября 2005    |
| 20 | 228 | «Duncan and the Old Mine» «Дункан и старая шахта»     | Стив Асквит | Джеймс Мейсон   | 4 ноября 2005    |
| 21 | 229 | «Bold and Brave» «Сильный и смелый»                   | Стив Асквит | Джеймс Мейсон   | 11 ноября 2005   |
| 22 | 230 | «Skarloey the Brave» «Храбрый Скарлои»                | Стив Асквит | Пол Ларсон      | 11 ноября 2005   |
| 23 | 231 | «Saving Edward» «Спасая Эдварда»                      | Стив Асквит | Джеймс Мейсон   | 18 ноября 2005   |
| 24 | 232 | «Thomas and the Golden Eagle» «Томас и золотой орёл»  | Стив Асквит | Эби Грант       | 18 ноября 2005   |
| 25 | 233 | «Keeping Up with James» «Поспевая за Джеймсом»        | Стив Асквит | Эби Грант       | 25 ноября 2005   |
| 26 | 234 | «Flour Power» «Сила муки»                             | Стив Асквит | Эби Грант       | 25 ноября 2005   |

### On Site with Thomas
| №  | №   | Название                                         | Режиссёр    | Сценарий        | Премьера        |
| -- | --- | ------------------------------------------------ | ----------- | --------------- | --------------- |
| 1  | 235 | «A Visit from Thomas» «Оливер находит динозавра» | Стив Асквит | Пол Доусон      | 15 августа 2006 |
| 2  | 236 | «Jack Owns Up» «Джек признаётся»                 | Стив Асквит | Пол Ларсон      | 15 августа 2006 |
| 3  | 237 | «On Site with Thomas» «Кто важнее?»              | Стив Асквит | Уилл Инг        | 15 августа 2006 |
| 4  | 238 | «Percy's Scary Tale» «Страшилка для Перси»       | Стив Асквит | Джонатан Трумен | 15 августа 2006 |
| 5  | 239 | «Kelly's Windy Day» «Келли приходит на помощь»   | Стив Асквит | Фил Ферле       | 15 августа 2006 |
| 6  | 240 | «A Happy Day for Percy» «Спасатель Байрон»       | Стив Асквит | Пол Ларсон      | 15 августа 2006 |
| 7  | 241 | «A Tale for Thomas» «Повесть для Томаса»         | Стив Асквит | Пол Ларсон      | 15 августа 2006 |
| 8  | 242 | «Thomas and the Moles» «Бастер и кроты»          | Стив Асквит | Жан Нидл        | 15 августа 2006 |
| 9  | 243 | «Percy Helps Out» «Тягач Нэльсон»                | Стив Асквит | Брайан Трумен   | 15 августа 2006 |
| 10 | 244 | «The Tortoise and the Hare» «Гонщик Бастер»      | Стив Асквит | Уилл Инг        | 15 августа 2006 |
| 11 | 245 | «Thomas' Trusty Friends» «Лучший разрушитель»    | Стив Асквит | Пол Ларсон      | 15 августа 2006 |
| 12 | 246 | «Alfie Has Kittens» «Альфи и котята»             | Стив Асквит | Эби Грант       | 15 августа 2006 |
| 13 | 247 | «Mud, Glorious Mud» «Грязь»                      | Стив Асквит | Джонатан Трумен | 15 августа 2006 |

## Сезон 10
| №  | №   | Название                                                                      | Режиссёр    | Сценарий        | Премьера        |
| -- | --- | ----------------------------------------------------------------------------- | ----------- | --------------- | --------------- |
| 1  | 248 | «Follow That Flour» «Следуй за мукой»                                         | Стив Асквит | Шэрон Миллер    | 2 октября 2006  |
| 2  | 249 | «A Smooth Ride» «Прокатиться без тряски»                                      | Стив Асквит | Саймон Николсон | 2 октября 2006  |
| 3  | 250 | «Thomas and the Jet Plane» «Томас и реактивный самолёт»                       | Стив Асквит | Эби Грант       | 3 октября 2006  |
| 4  | 251 | «Percy and the Funfair» «Перси и ярмарка развлечений»                         | Стив Асквит | Эби Грант       | 3 октября 2006  |
| 5  | 252 | «The Green Controller» «Томас и зелёный инспектор»                            | Стив Асквит | Шэрон Миллер    | 4 октября 2006  |
| 6  | 253 | «Duncan Drops a Clanger» «Данкан роняет колокол»                              | Стив Асквит | Пол Ларсон      | 4 октября 2006  |
| 7  | 254 | «Thomas' Tricky Tree» «Коварное дерево Томаса»                                | Стив Асквит | Шэрон Миллер    | 5 октября 2006  |
| 8  | 255 | «Toby's Afternoon Off» «Выходной Тоби»                                        | Стив Асквит | Марк Сил        | 5 октября 2006  |
| 9  | 256 | «It's Good to Be Gordon» «Как хорошо быть Гордоном»                           | Стив Асквит | Эби Грант       | 6 октября 2006  |
| 10 | 257 | «Seeing the Sights» «Осматривая достопримечательности»                        | Стив Асквит | Уэйн Джекман    | 6 октября 2006  |
| 11 | 258 | «Fearless Freddie» «Бесстрашный Фредди»                                       | Стив Асквит | Саймон Николсон | 7 октября 2006  |
| 12 | 259 | «Toby's New Shed» «Новый ангар Тоби»                                          | Стив Асквит | Саймон Николсон | 7 октября 2006  |
| 13 | 260 | «Big Strong Henry» «Большой сильный Генри»                                    | Стив Асквит | Саймон Николсон | 8 октября 2006  |
| 14 | 261 | «Sticky Toffee Thomas» «Липкий, как патока, Томас»                            | Стив Асквит | Пол Ларсон      | 8 октября 2006  |
| 15 | 262 | «Which Way Now?» «Куда теперь?»                                               | Стив Асквит | Джеймс Мейсон   | 9 октября 2006  |
| 16 | 263 | «Thomas and the Shooting Star» «Томас и падающая звезда»                      | Стив Асквит | Эби Грант       | 9 октября 2006  |
| 17 | 264 | «Edward Strikes Out» «Эдвард наносит удар»                                    | Стив Асквит | Шэрон Миллер    | 10 октября 2006 |
| 18 | 265 | «Topped Off Thomas» «Томас и цилиндр»                                         | Стив Асквит | Шэрон Миллер    | 10 октября 2006 |
| 19 | 266 | «Wharf and Peace» «Пристань и мир»                                            | Стив Асквит | Эби Грант       | 11 октября 2006 |
| 20 | 267 | «Thomas' Frosty Friend» «Снежный друг Томаса»                                 | Стив Асквит | Шэрон Миллер    | 11 октября 2006 |
| 21 | 268 | «Emily and the Special Coaches» «Эмили и фирменные вагоны»                    | Стив Асквит | Джеймс Мейсон   | 12 октября 2006 |
| 22 | 269 | «Thomas and the Colours» «Томас и цвета команды»                              | Стив Асквит | Марк Сил        | 12 октября 2006 |
| 23 | 270 | «Thomas and the Birthday Mail» «Томас и поздравление с Днём Рождения»         | Стив Асквит | Джеймс Мейсон   | 13 октября 2006 |
| 24 | 271 | «Duncan's Bluff» «Обман Данкана»                                              | Стив Асквит | Пол Ларсон      | 13 октября 2006 |
| 25 | 272 | «Missing Trucks» «Пропавшие вагоны»                                           | Стив Асквит | Уэйн Джекман    | 14 октября 2006 |
| 26 | 273 | «Thomas and the Treasure» «Томас и сокровище»                                 | Стив Асквит | Марк Сил        | 14 октября 2006 |
| 27 | 274 | «James the Second Best» «Джеймс второй по полезности паровоз»                 | Стив Асквит | Пол Ларсон      | 15 октября 2006 |
| 28 | 275 | «Thomas and Skarloey's Big Day Out» «Увлекательная поездка Томаса и Скарлуйя» | Стив Асквит | Пол Ларсон      | 15 октября 2006 |

## Сезон 11
| №  | №   | Название                                                    | Режиссёр    | Сценарий       | Премьера         |
| -- | --- | ----------------------------------------------------------- | ----------- | -------------- | ---------------- |
| 1  | 276 | «Thomas and the Storyteller» «Томас и писательница»         | Стив Асквит | Эби Грант      | 3 сентября 2007  |
| 2  | 277 | «Emily's Rubbish» «Эмили и её мусор»                        | Стив Асквит | Уэйн Джекман   | 3 сентября 2007  |
| 3  | 278 | «Dream On» «Мечты»                                          | Стив Асквит | Нил Ричардс    | 4 сентября 2007  |
| 4  | 279 | «Dirty Work» «Грязная работа»                               | Стив Асквит | Уэйн Джекман   | 4 сентября 2007  |
| 5  | 280 | «Hector the Horrid!» «Гектор ужасный»                       | Стив Асквит | Саймон Спенсер | 5 сентября 2007  |
| 6  | 281 | «Gordon and the Engineer» «Гордон и инженер»                | Стив Асквит | Пол Ларсон     | 5 сентября 2007  |
| 7  | 282 | «Thomas and the Spaceship» «Томас и космический корабль»    | Стив Асквит | Шэрон Миллер   | 6 сентября 2007  |
| 8  | 283 | «Henry's Lucky Day» «Счастливый день Генри»                 | Стив Асквит | Пол Ларсон     | 6 сентября 2007  |
| 9  | 284 | «Thomas and the Lighthouse» «Томас и маяк»                  | Стив Асквит | Эби Грант      | 7 сентября 2007  |
| 10 | 285 | «Thomas and the Big Bang» «Томас и большая неразбериха»     | Стив Асквит | Эби Грант      | 7 сентября 2007  |
| 11 | 286 | «Smoke and Mirrors» «Фокус-Покус»                           | Стив Асквит | Нил Ричардс    | 8 сентября 2007  |
| 12 | 287 | «Thomas Sets Sail» «Томас поднимает паруса»                 | Стив Асквит | Шэрон Миллер   | 8 сентября 2007  |
| 13 | 288 | «Don't Be Silly, Billy» «Не глупи, Билли!»                  | Стив Асквит | Шэрон Миллер   | 9 сентября 2007  |
| 14 | 289 | «Edward and the Mail» «Эдвард и почта»                      | Стив Асквит | Пол Ларсон     | 9 сентября 2007  |
| 15 | 290 | «Hide and Peep» «Прячься и гуди»                            | Стив Асквит | Саймон Спенсер | 10 сентября 2007 |
| 16 | 291 | «Toby's Triumph» «Триумф Тоби»                              | Стив Асквит | Эби Грант      | 10 сентября 2007 |
| 17 | 292 | «Thomas and the Runaway Car» «Томас и сбежавший автомобиль» | Стив Асквит | Шэрон Миллер   | 11 сентября 2007 |
| 18 | 293 | «Thomas in Trouble» «Томас в беде»                          | Стив Асквит | Уэйн Джекман   | 11 сентября 2007 |
| 19 | 294 | «Thomas and the Stinky Cheese» «Томас и вонючий сыр»        | Стив Асквит | Пол Ларсон     | 12 сентября 2007 |
| 20 | 295 | «Percy and the Left Luggage» «Перси и оставленный багаж»    | Стив Асквит | Эби Грант      | 12 сентября 2007 |

### Engines and Escapades
| № | №   | Название                                                | Режиссёр    | Сценарий       | Премьера        |
| - | --- | ------------------------------------------------------- | ----------- | -------------- | --------------- |
| 1 | 296 | «Duncan Does It All» «Данкан сделает всё»               | Стив Асквит | Уэйн Джекман   | 22 октября 2007 |
| 2 | 297 | «Sir Handel in Charge» «Сэр Гендель на дежурстве»       | Стив Асквит | Саймон Спенсер | 22 октября 2007 |
| 3 | 298 | «Cool Truckings» «Крутые грузовые вагончики»            | Стив Асквит | Пол Ларсон     | 22 октября 2007 |
| 4 | 299 | «Ding-a-Ling» «Динь-дон»                                | Стив Асквит | Шэрон Миллер   | 22 октября 2007 |
| 5 | 300 | «Skarloey Storms Through» «Скарлоуи преодолевает грозу» | Стив Асквит | Нил Ричардс    | 22 октября 2007 |
| 6 | 301 | «Wash Behind Your Buffers» «Мой свои буфера»            | Стив Асквит | Пол Ларсон     | 22 октября 2007 |

## Сезон 12
| №  | №   | Название                                                  | Режиссёр    | Сценарий       | Премьера         |
| -- | --- | --------------------------------------------------------- | ----------- | -------------- | ---------------- |
| 1  | 302 | «Thomas and the Billboard» «Томас и плакат»               | Стив Асквит | Марк Робертсон | 1 сентября 2008  |
| 2  | 303 | «Steady Eddie» «Надёжный Эдвард»                          | Стив Асквит | Шэрон Миллер   | 2 сентября 2008  |
| 3  | 304 | «Rosie's Funfair Special» «Большая доставка Рози»         | Стив Асквит | Эндрю Винер    | 3 сентября 2008  |
| 4  | 305 | «Mountain Marvel» «Чудо в горах»                          | Стив Асквит | Шэрон Миллер   | 4 сентября 2008  |
| 5  | 306 | «Henry Gets It Wrong» «Генри спасает дерево»              | Стив Асквит | Эби Грант      | 5 сентября 2008  |
| 6  | 307 | «Heave Ho Thomas!» «Новый друг Томаса»                    | Стив Асквит | Шэрон Миллер   | 8 сентября 2008  |
| 7  | 308 | «Toby's Special Surprise» «Особый сюрприз Тоби»           | Стив Асквит | Шэрон Миллер   | 9 сентября 2008  |
| 8  | 309 | «Excellent Emily» «Отличная Эмили»                        | Стив Асквит | Пол Ларсон     | 10 сентября 2008 |
| 9  | 310 | «The Party Surprise» «Вечеринка Сюрприз»                  | Стив Асквит | Саймон Спенсер | 11 сентября 2008 |
| 10 | 311 | «Saved You!» «Спас тебя!»                                 | Стив Асквит | Пол Ларсон     | 12 сентября 2008 |
| 11 | 312 | «Duncan and the Hot Air Balloon» «Дункан и воздушный шар» | Стив Асквит | Марк Робертсон | 15 сентября 2008 |
| 12 | 313 | «James Works It Out» «Советы друга»                       | Стив Асквит | Саймон Спенсер | 16 сентября 2008 |
| 13 | 314 | «Tram Trouble» «Трамвайная проблема»                      | Стив Асквит | Шэрон Миллер   | 17 сентября 2008 |
| 14 | 315 | «Don't Go Back» «Не возвращайся»                          | Стив Асквит | Саймон Спенсер | 18 сентября 2008 |
| 15 | 316 | «Gordon Takes a Shortcut» «Короткий путь Гордона»         | Стив Асквит | Уэйн Джекман   | 19 сентября 2008 |
| 16 | 317 | «The Man in the Hills» «Человек в горах»                  | Стив Асквит | Шэрон Миллер   | 22 сентября 2008 |
| 17 | 318 | «Thomas Puts the Brakes On» «Без тормозов»                | Стив Асквит | Марк Робертсон | 23 сентября 2008 |
| 18 | 319 | «Percy and the Bandstand» «Перси и эстрады»               | Стив Асквит | Пол Ларсон     | 24 сентября 2008 |
| 19 | 320 | «Push Me, Pull You» «Перетягивание каната»                | Стив Асквит | Шэрон Миллер   | 25 сентября 2008 |
| 20 | 321 | «Best Friends» «Лучшие друзья»                            | Стив Асквит | Анна Старки    | 26 сентября 2008 |

## Сезон 13
| №  | №   | Название                                            | Режиссёр    | Сценарий          | Премьера        |
| -- | --- | --------------------------------------------------- | ----------- | ----------------- | --------------- |
| 1  | 322 | «Creaky Cranky» «Скрипучий Крэнки»                  | Грег Тирнан | Шэрон Миллер      | 25 января 2010  |
| 2  | 323 | «The Lion of Sodor» «Содорский лев»                 | Грег Тирнан | Марк Робертсон    | 26 января 2010  |
| 3  | 324 | «Tickled Pink» «Герой дня»                          | Грег Тирнан | Аллан Плендерлит  | 27 января 2010  |
| 4  | 325 | «Double Trouble» «Путаница»                         | Грег Тирнан | Шэрон Миллер      | 28 января 2010  |
| 5  | 326 | «Slippy Sodor» «Скользкий Содор»                    | Грег Тирнан | Марк Робертсон    | 29 января 2010  |
| 6  | 327 | «The Early Bird» «Ранняя пташка»                    | Грег Тирнан | Дэвид Ричард Фокс | 1 февраля 2010  |
| 7  | 328 | «Play Time» «Глупые гонки»                          | Грег Тирнан | Шэрон Миллер      | 2 февраля 2010  |
| 8  | 329 | «Thomas and the Pigs» «Ненужные подарки»            | Грег Тирнан | Аллан Плендерлит  | 3 февраля 2010  |
| 9  | 330 | «Time for a Story» «Необычный пикник»               | Грег Тирнан | Миранда Ларсон    | 4 февраля 2010  |
| 10 | 331 | «Percy's Parcel» «Лучший груз»                      | Грег Тирнан | Робин Чартерис    | 5 февраля 2010  |
| 11 | 332 | «Toby's New Whistle» «Молодчина Тоби»               | Грег Тирнан | Луиз Крамской     | 8 февраля 2010  |
| 12 | 333 | «A Blooming Mess» «Цветочный беспорядок»            | Грег Тирнан | Миранда Ларсон    | 9 февраля 2010  |
| 13 | 334 | «Thomas and the Runaway Kite» «Змей-путешественник» | Грег Тирнан | Луиз Крамской     | 10 февраля 2010 |
| 14 | 335 | «Steamy Sodor» «Кто здесь главный»                  | Грег Тирнан | Шэрон Миллер      | 11 февраля 2010 |
| 15 | 336 | «Splish, Splash, Splosh!» «Случай после дождя»      | Грег Тирнан | Шэрон Миллер      | 12 февраля 2010 |
| 16 | 337 | «The Biggest Present of All» «Подарок для Хиро»     | Грег Тирнан | Шэрон Миллер      | 15 февраля 2010 |
| 17 | 338 | «Snow Tracks» «Снежное приключение»                 | Грег Тирнан | Алан Хескот       | 16 февраля 2010 |
| 18 | 339 | «Henry's Good Deeds» «Доброе дело»                  | Грег Тирнан | Алан Хескот       | 17 февраля 2010 |
| 19 | 340 | «Buzzy Bees» «Озорные пчёлки»                       | Грег Тирнан | Шэрон Миллер      | 18 февраля 2010 |
| 20 | 341 | «Hiro Helps Out» «Горе-начальник»                   | Грег Тирнан | Шэрон Миллер      | 19 февраля 2010 |

## Сезон 14
| №  | №   | Название                                                 | Режиссёр    | Сценарий              | Премьера        |
| -- | --- | -------------------------------------------------------- | ----------- | --------------------- | --------------- |
| 1  | 342 | «Thomas' Tall Friend» «Высокий гость»                    | Грег Тирнан | Шэрон Миллер          | 11 октября 2010 |
| 2  | 343 | «James in the Dark» «Джеймс во тьме»                     | Грег Тирнан | Марк Робертсон        | 12 октября 2010 |
| 3  | 344 | «Pingy Pongy Pick Up» «Пустяковая работа»                | Грег Тирнан | Миранда Ларсон        | 13 октября 2010 |
| 4  | 345 | «Charlie and Eddie» «Глупое веселье»                     | Грег Тирнан | Шэрон Миллер          | 14 октября 2010 |
| 5  | 346 | «Toby and the Whistling Woods» «Напрасный страх»         | Грег Тирнан | Луиз Крамской         | 15 октября 2010 |
| 6  | 347 | «Henry's Health and Safety» «Безопасность прежде всего!» | Грег Тирнан | Шэрон Миллер          | 18 октября 2010 |
| 7  | 348 | «Diesel's Special Delivery» «Ура! Дизелю»                | Грег Тирнан | Джессика Сендис Кларк | 19 октября 2010 |
| 8  | 349 | «Pop Goes Thomas» «Смешное происшествие»                 | Грег Тирнан | Марк Робертсон        | 20 октября 2010 |
| 9  | 350 | «Victor Says Yes» «Виктор перестарался»                  | Грег Тирнан | Дениз Кассар          | 21 октября 2010 |
| 10 | 351 | «Thomas in Charge» «Лучшая железная дорога»              | Грег Тирнан | Марк Дейди            | 22 октября 2010 |
| 11 | 352 | «Being Percy» «Смельчак Перси»                           | Грег Тирнан | Рэйчел Доусон         | 25 октября 2010 |
| 12 | 353 | «Merry Winter Wish» «Звезда Кнепфорда»                   | Грег Тирнан | Миранда Ларсон        | 26 октября 2010 |
| 13 | 354 | «Thomas and the Snowman Party» «Шляпа для снеговика»     | Грег Тирнан | Джессика Сендис Кларк | 27 октября 2010 |
| 14 | 355 | «Thomas' Crazy Day» «Безумный день»                      | Грег Тирнан | Шэрон Миллер          | 28 октября 2010 |
| 15 | 356 | «Jumping Jobi Wood!» «Летающее дерево»                   | Грег Тирнан | Шэрон Миллер          | 29 октября 2010 |
| 16 | 357 | «Thomas and Scruff» «Грязнуля Скрафф»                    | Грег Тирнан | Шэрон Миллер          | 1 ноября 2010   |
| 17 | 358 | «O the Indignity» «День чистоты»                         | Грег Тирнан | Шэрон Миллер          | 2 ноября 2010   |
| 18 | 359 | «Jitters and Japes» «Странная прогулка»                  | Грег Тирнан | Шэрон Миллер          | 3 ноября 2010   |
| 19 | 360 | «Merry Misty Island» «Зимний праздник»                   | Грег Тирнан | Шэрон Миллер          | 4 ноября 2010   |
| 20 | 361 | «Henry's Magic Box» «Волшебный ящик»                     | Грег Тирнан | Шэрон Миллер          | 8 ноября 2010   |

## Сезон 15
| №  | №   | Название                                       | Режиссёр    | Сценарий                       | Премьера      |
| -- | --- | ---------------------------------------------- | ----------- | ------------------------------ | ------------- |
| 1  | 362 | «Gordon and Ferdinand» «Гордый Гордон»         | Грег Тирнан | Шэрон Миллер                   | 1 марта 2011  |
| 2  | 363 | «Toby and Bash» «Дом для Бэша»                 | Грег Тирнан | Шэрон Миллер                   | 2 марта 2011  |
| 3  | 364 | «Emily and Dash» «Соловей Дэш»                 | Грег Тирнан | Шэрон Миллер                   | 3 марта 2011  |
| 4  | 365 | «Percy's New Friends» «Новые приятели»         | Грег Тирнан | Джерард Фостер                 | 4 марта 2011  |
| 5  | 366 | «Edward the Hero» «Герой Эдвард»               | Грег Тирнан | Шэрон Миллер                   | 7 марта 2011  |
| 6  | 367 | «James to the Rescue» «Джеймс идет на помощь»  | Грег Тирнан | Шэрон Миллер                   | 8 марта 2011  |
| 7  | 368 | «Happy Hiro» «Счастье Хиро»                    | Грег Тирнан | Шэрон Миллер                   | 9 марта 2011  |
| 8  | 369 | «Up, Up and Away!» «Большой шар»               | Грег Тирнан | Шэрон Миллер                   | 10 марта 2011 |
| 9  | 370 | «Henry's Happy Coal» «Особый уголь»            | Грег Тирнан | Шэрон Миллер                   | 11 марта 2011 |
| 10 | 371 | «Let It Snow» «Снежная песня»                  | Грег Тирнан | Шэрон Миллер                   | 14 марта 2011 |
| 11 | 372 | «Surprise, Surprise» «Новогодний сюрприз»      | Грег Тирнан | Шэрон Миллер                   | 15 марта 2011 |
| 12 | 373 | «Spencer the Grand» «Спенсер Великий»          | Грег Тирнан | Джессика Сендис Кларк          | 16 марта 2011 |
| 13 | 374 | «Stop That Bus!» «Захватывающее приключение»   | Грег Тирнан | Шэрон Миллер                   | 17 марта 2011 |
| 14 | 375 | «Stuck on You» «Удивительный магнит»           | Грег Тирнан | Шэрон Миллер                   | 18 марта 2011 |
| 15 | 376 | «Big Belle» «Колокола Содора»                  | Грег Тирнан | Шэрон Миллер                   | 21 марта 2011 |
| 16 | 377 | «Kevin the Steamie» «Непослушный паровоз»      | Грег Тирнан | Лори Израэль и Рэйчел Рудерман | 22 марта 2011 |
| 17 | 378 | «Wonky Whistle» «Неисправный свисток»          | Грег Тирнан | Нил Бен                        | 23 марта 2011 |
| 18 | 379 | «Percy the Snowman» «Рождественское поручение» | Грег Тирнан | Лиззи Энневер                  | 24 марта 2011 |
| 19 | 380 | «Tree Trouble» «Самая высокая ель»             | Грег Тирнан | Шэрон Миллер                   | 25 марта 2011 |
| 20 | 381 | «Fiery Flynn» «Пожарный Флинн»                 | Грег Тирнан | Шэрон Миллер                   | 28 марта 2011 |

## Сезон 16
| №  | №   | Название                                                  | Режиссёр    | Сценарий                       | Премьера        |
| -- | --- | --------------------------------------------------------- | ----------- | ------------------------------ | --------------- |
| 1  | 382 | «Race to the Rescue» «Герой на колёсах»                   | Грег Тирнан | Шэрон Миллер                   | 20 февраля 2012 |
| 2  | 383 | «Ol' Wheezy Wobbles» «Уизи сломался»                      | Грег Тирнан | Шэрон Миллер                   | 21 февраля 2012 |
| 3  | 384 | «Express Coming Through» «Чужая работа»                   | Грег Тирнан | Шэрон Миллер                   | 22 февраля 2012 |
| 4  | 385 | «Percy and the Monster of Brendam» «Брендемское чудовище» | Грег Тирнан | Шэрон Миллер                   | 23 февраля 2012 |
| 5  | 386 | «Ho Ho Snowman» «Неудачная шутка»                         | Грег Тирнан | Шэрон Миллер                   | 24 февраля 2012 |
| 6  | 387 | «Flash Bang Wallop!» «Лучшая фотография»                  | Грег Тирнан | Джессика Сендис Кларк          | 27 февраля 2012 |
| 7  | 388 | «Thomas and the Rubbish Train» «Да здравствует Свистун»   | Грег Тирнан | Эндрю Винер                    | 28 февраля 2012 |
| 8  | 389 | «Thomas Toots the Crows» «Гроза ворон»                    | Грег Тирнан | Эндрю Винер                    | 29 февраля 2012 |
| 9  | 390 | «Bust My Buffers!» «Новый буфер»                          | Грег Тирнан | Шэрон Миллер                   | 1 марта 2012    |
| 10 | 391 | «Percy and the Calliope» «Сломанная каллиопа»             | Грег Тирнан | Макс Аллен                     | 2 марта 2012    |
| 11 | 392 | «Thomas and the Sounds of Sodor» «Волшебные звуки»        | Грег Тирнан | Джерард Фостер                 | 5 марта 2012    |
| 12 | 393 | «Salty's Surprise» «Подарок для Солти»                    | Грег Тирнан | Шэрон Миллер                   | 6 марта 2012    |
| 13 | 394 | «Sodor Surprise Day» «День сюрпризов»                     | Грег Тирнан | Джессика Кедвард и Кирсти Пирт | 7 марта 2012    |
| 14 | 395 | «Emily's Winter Party Special» «Звезда праздника»         | Грег Тирнан | Макс Аллен                     | 8 марта 2012    |
| 15 | 396 | «Muddy Matters» «Проказницы овечки»                       | Грег Тирнан | Макс Аллен                     | 9 марта 2012    |
| 16 | 397 | «Whiff's Wish» «Мечта Уифа»                               | Грег Тирнан | Энди Бернхард                  | 12 марта 2012   |
| 17 | 398 | «Welcome Stafford» «Особенный день»                       | Грег Тирнан | Шэрон Миллер                   | 13 марта 2012   |
| 18 | 399 | «Don't Bother Victor!» «Не беспокойте Виктора!»           | Грег Тирнан | Шэрон Миллер                   | 14 марта 2012   |
| 19 | 400 | «Happy Birthday Sir!» «Подарок на день рождения»          | Грег Тирнан | Шэрон Миллер                   | 15 марта 2012   |
| 20 | 401 | «The Christmas Tree Express» «Рождественская красавица»   | Грег Тирнан | Шэрон Миллер                   | 25 декабря 2012 |

## Сезон 17
| №  | №   | Название                                                  | Режиссёр  | Сценарий                  | Премьера         |
| -- | --- | --------------------------------------------------------- | --------- | ------------------------- | ---------------- |
| 1  | 402 | «Kevin's Cranky Friend» «Ворчливый друг Кевина»           | Дэвид Бас | Ли Прессман               | 3 июня 2013      |
| 2  | 403 | «Scruff's Makeover» «Новый облик Скраффа»                 | Дэвид Бас | Ли Прессман               | 4 июня 2013      |
| 3  | 404 | «Wayward Winston» «Неуправляемый Уинстон»                 | Дэвид Бас | Ли Прессман               | 5 июня 2013      |
| 4  | 405 | «Gordon Runs Dry» «Вода для Гордона»                      | Дэвид Бас | Эндрю Бреннер             | 6 июня 2013      |
| 5  | 406 | «Calm Down Caitlin» «Беспокойная Кейтлин»                 | Дэвид Бас | Дэйви Мур                 | 7 июня 2013      |
| 6  | 407 | «Steamie Stafford» «Тихий Стаффорд»                       | Дэвид Бас | Лаура Бомонт и Пол Ларсон | 10 июня 2013     |
| 7  | 408 | «Henry's Hero» «Герой Генри»                              | Дэвид Бас | Лаура Бомонт и Пол Ларсон | 11 июня 2013     |
| 8  | 409 | «Luke's New Friend» «Новый друг Люка»                     | Дэвид Бас | Дэйви Мур                 | 12 июня 2013     |
| 9  | 410 | «The Switch» «Замена»                                     | Дэвид Бас | Дэйви Мур                 | 13 июня 2013     |
| 10 | 411 | «Not Now, Charlie!» «Не сейчас, Чарли!»                   | Дэвид Бас | Дэйви Мур                 | 14 июня 2013     |
| 11 | 412 | «The Lost Puff» «Потерянный дым»                          | Дэвид Бас | Дэйви Мур                 | 30 сентября 2013 |
| 12 | 413 | «The Thomas Way» «Путь Томаса»                            | Дэвид Бас | Лаура Бомонт и Пол Ларсон | 1 октября 2013   |
| 13 | 414 | «The Phantom Express» «Экспресс призрак»                  | Дэвид Бас | Лаура Бомонт и Пол Ларсон | 2 октября 2013   |
| 14 | 415 | «Percy's Lucky Day» «Удачный день Перси»                  | Дэвид Бас | Дэйви Мур                 | 3 октября 2013   |
| 15 | 416 | «Bill or Ben?» «Билл или Бен»                             | Дэвид Бас | Эндрю Бреннер             | 4 октября 2013   |
| 16 | 417 | «Too Many Fire Engines» «Слишком много пожарных»          | Дэвид Бас | Эндрю Бреннер             | 5 ноября 2013    |
| 17 | 418 | «No Snow for Thomas» «Первый снег для Томаса»             | Дэвид Бас | Лаура Бомонт и Пол Ларсон | 23 декабря 2013  |
| 18 | 419 | «Santa's Little Engine» «Маленький паровозик Санты»       | Дэвид Бас | Эндрю Бреннер             | 24 декабря 2013  |
| 19 | 420 | «The Missing Christmas Decorations» «Пропавшие украшения» | Дэвид Бас | Эндрю Бреннер             | 25 декабря 2013  |
| 20 | 421 | «The Frozen Turntable» «Сломанная платформа»              | Дэвид Бас | Эндрю Бреннер             | 26 декабря 2013  |
| 21 | 422 | «Away from the Sea» «Солти едет к морю»                   | Дэвид Бас | Эндрю Бреннер             | 5 июля 2014      |
| 22 | 423 | «Gone Fishing» «Как с гуся вода»                          | Дэвид Бас | Эндрю Бреннер             | 5 июля 2014      |
| 23 | 424 | «The Afternoon Tea Express» «Послеобеденное чаепитие»     | Дэвид Бас | Лаура Бомонт и Пол Ларсон | 6 июля 2014      |
| 24 | 425 | «The Smelly Kipper» «Запах Джеймса»                       | Дэвид Бас | Эндрю Бреннер             | 6 июля 2014      |
| 25 | 426 | «No More Mr. Nice Engine» «Хиро теряет терпение»          | Дэвид Бас | Лаура Бомонт и Пол Ларсон | 21 ноября 2014   |
| 26 | 427 | «Thomas' Shortcut» «Короткий путь Томаса»                 | Дэвид Бас | Эндрю Бреннер             | 21 ноября 2014   |

## Сезон 18
| №  | №   | Название                                                          | Режиссёр     | Сценарий                  | Премьера         |
| -- | --- | ----------------------------------------------------------------- | ------------ | ------------------------- | ---------------- |
| 1  | 428 | «Old Reliable Edward» «Старый добрый Эдвард»                      | Дэвид Стотен | Эндрю Бреннер             | 25 августа 2014  |
| 2  | 429 | «Not So Slow Coaches» «Быстрая езда Энни и Кларабель»             | Дэвид Стотен | Лаура Бомонт и Пол Ларсон | 26 августа 2014  |
| 3  | 430 | «Flatbeds of Fear» «Платформы страха»                             | Дэвид Стотен | Лаура Бомонт и Пол Ларсон | 27 августа 2014  |
| 4  | 431 | «Disappearing Diesels» «Исчезнувшие дизели»                       | Дэвид Стотен | Эндрю Бреннер             | 28 августа 2014  |
| 5  | 432 | «Signals Crossed» «Неприятности на развязке»                      | Дэвид Стотен | Марк Хакерби и Ник Остлер | 29 августа 2014  |
| 6  | 433 | «Toad's Adventure» «Приключения Тода»                             | Дэвид Стотен | Марк Хакерби и Ник Остлер | 1 сентября 2014  |
| 7  | 434 | «Duck in the Water» «Дак в воде»                                  | Дэвид Стотен | Эндрю Бреннер             | 2 сентября 2014  |
| 8  | 435 | «Duck and the Slip Coaches» «Особые вагоны Дака»                  | Дэвид Стотен | Марк Хакерби и Ник Остлер | 3 сентября 2014  |
| 9  | 436 | «Thomas the Quarry Engine» «Томас и вредные вагоны»               | Дэвид Стотен | Эндрю Бреннер             | 4 сентября 2014  |
| 10 | 437 | «Thomas and the Emergency Cable» «Томас и стоп-кран»              | Дэвид Стотен | Эндрю Бреннер             | 5 сентября 2014  |
| 11 | 438 | «Duncan and the Grumpy Passenger» «Дункан и недовольный пассажир» | Дон Спенсер  | Дэйви Мур                 | 8 сентября 2014  |
| 12 | 439 | «Marion and the Pipe» «Мэрион и труба»                            | Дон Спенсер  | Марк Хакерби и Ник Остлер | 9 сентября 2014  |
| 13 | 440 | «Missing Gator» «Тоска по Гатору»                                 | Дон Спенсер  | Эндрю Бреннер             | 10 сентября 2014 |
| 14 | 441 | «No Steam Without Coal» «Нет пара без угля»                       | Дон Спенсер  | Дэйви Мур                 | 11 сентября 2014 |
| 15 | 442 | «Spencer's VIP» «Важный пассажир Спенсера»                        | Дон Спенсер  | Эндрю Бреннер             | 12 сентября 2014 |
| 16 | 443 | «Toad's Bright Idea» «Блестящая идея Тода»                        | Дон Спенсер  | Дэйви Мур                 | 15 сентября 2014 |
| 17 | 444 | «Long Lost Friend» «Возвращение Гатора»                           | Дон Спенсер  | Марк Хакерби и Ник Остлер | 23 декабря 2014  |
| 18 | 445 | «Last Train for Christmas» «Последний поезд перед Рождеством»     | Дон Спенсер  | Эндрю Бреннер             | 24 декабря 2014  |
| 19 | 446 | «Duncan the Humbug» «Ворчливый Дункан»                            | Дон Спенсер  | Дэйви Мур                 | 25 декабря 2014  |
| 20 | 447 | «The Perfect Gift» «Идеальный подарок»                            | Дон Спенсер  | Дэйви Мур                 | 26 декабря 2014  |
| 21 | 448 | «Emily Saves the World» «Необычный груз Эмили»                    | Дон Спенсер  | Лаура Бомонт и Пол Ларсон | 27 июля 2015     |
| 22 | 449 | «Timothy and the Rainbow Truck» «Радужный вагончик»               | Дон Спенсер  | Дэйви Мур                 | 28 июля 2015     |
| 23 | 450 | «Marion and the Dinosaurs» «Марион и динозавры»                   | Дон Спенсер  | Эндрю Бреннер             | 29 июля 2015     |
| 24 | 451 | «Samson at Your Service» «Ошибка Самсона»                         | Дон Спенсер  | Дэйви Мур                 | 30 июля 2015     |
| 25 | 452 | «Samson Sent for Scrap» «Сборщик лома»                            | Дон Спенсер  | Марк Хакерби и Ник Остлер | 31 июля 2015     |
| 26 | 453 | «Millie and the Volcano» «Трусиха Милли»                          | Дон Спенсер  | Эндрю Бреннер             | 31 июля 2015     |

## Сезон 19
| №    | №      | Название                                                 | Режиссёр                               | Сценарий                  | Премьера         |
| ---- | ------ | -------------------------------------------------------- | -------------------------------------- | ------------------------- | ---------------- |
| 1    | 454    | «Who's Geoffrey?» «Кто такой Джефри?»                    | Дон Спенсер                            | Ли Прессман               | 21 сентября 2015 |
| 2    | 455    | «The Truth About Toby» «Ложный слух»                     | Дон Спенсер                            | Дэйви Мур                 | 22 сентября 2015 |
| 3    | 456    | «Lost Property» «Бюро находок»                           | Дон Спенсер                            | Хелен Фарралл             | 23 сентября 2015 |
| 4    | 457    | «Henry Spots Trouble» «Осторожный Генри»                 | Дон Спенсер                            | Дэйви Мур                 | 24 сентября 2015 |
| 5    | 458    | «A Cranky Christmas» «Рождественская посылка»            | Дон Спенсер и Диана Бассо              | Марк Хакерби и Ник Остлер | 4 января 2016    |
| 6    | 459    | «Snow Place Like Home» «Снегопад»                        | Дон Спенсер и Диана Бассо              | Ли Прессман               | 5 января 2016    |
| 7    | 460    | «The Beast of Sodor» «Содорское чудовище»                | Дон Спенсер и Диана Бассо              | Бекки Овертон             | 6 января 2016    |
| 8    | 461    | «Toad and the Whale» «Чудесное спасение»                 | Дон Спенсер                            | Хелен Фарралл             | 14 марта 2016    |
| 9    | 462    | «Very Important Sheep» «Очень важные овечки»             | Дон Спенсер                            | Хелен Фарралл             | 15 марта 2016    |
| 10   | 463    | «Salty All at Sea» «Морское путешествие»                 | Дон Спенсер                            | Ли Прессман               | 16 марта 2016    |
| 11   | 464    | «Den and Dart» «Дэн и Дарт»                              | Диана Бассо                            | Дэйви Мур                 | 17 марта 2016    |
| 12   | 465    | «Helping Hiro» «Томас спешит на помощь»                  | Дон Спенсер                            | Марк Хакерби и Ник Остлер | 18 марта 2016    |
| 13   | 466    | «Slow Stephen» «Храбрец Стивен»                          | Дон Спенсер                            | Хелен Фаррелл             | 11 июля 2016     |
| 14   | 467    | «Two Wheels Good» «Два колеса лучше»                     | Дон Спенсер                            | Ли Прессман               | 12 июля 2016     |
| 15   | 468    | «Reds vs. Blues» «Красные против Синих»                  | Дон Спенсер                            | Дэйви Мур                 | 13 июля 2016     |
| 16   | 469    | «Best Engine Ever» «Самый лучший паровозик»              | Дон Спенсер                            | Эндрю Бреннер             | 14 июля 2016     |
| 17   | 470    | «The Little Engine Who Raced Ahead» «Соревнование»       | Диана Бассо, Дон Спенсер, Дэвид Стотен | Эндрю Бреннер             | 15 июля 2016     |
| 18   | 471    | «Philip to the Rescue» «Филипп спешит на помощь»         | Диана Бассо, Дон Спенсер, Дэвид Стотен | Эндрю Бреннер             | 18 июля 2016     |
| 1920 | 472473 | «Diesel's Ghostly Christmas» «Рождество с привидениями»  | Дон Спенсер и Диана Бассо              | Бекки Овертон             | 26 декабря 2016  |
| 21   | 474    | «Rocky Rescue» «Один в поле не воин»                     | Диана Бассо                            | Дэйви Мур                 | 6 марта 2017     |
| 22   | 475    | «Thomas the Babysitter» «Томас и ребёнок»                | Дон Спенсер                            | Хелен Фарралл             | 6 марта 2017     |
| 23   | 476    | «The Other Side of the Mountain» «По той стороне горы»   | Дон Спенсер                            | Марк Хакерби и Ник Остлер | 7 марта 2017     |
| 24   | 477    | «No Help At All» «Мне не нужна помощь»                   | Дон Спенсер                            | Эндрю Бреннер             | 7 марта 2017     |
| 25   | 478    | «Wild Water Rescue» «Дикие спасения из воды»             | Дон Спенсер                            | Бекки Овертон             | 8 марта 2017     |
| 26   | 479    | «Goodbye Fat Controller» «До свидания Толстый инспектор» | Диана Бассо                            | Эндрю Бреннер             | 8 марта 2017     |

## Сезон 20
| №  | №   | Название                                            | Режиссёр    | Сценарий                                                                 | Премьера        |
| -- | --- | --------------------------------------------------- | ----------- | ------------------------------------------------------------------------ | --------------- |
| 1  | 480 | «Sidney Sings» «Певец Сидни»                        | Диана Бассо | Ли Прессман                                                              | 5 сентября 2016 |
| 2  | 481 | «Toby's New Friend» «Новый друг Тоби»               | Диана Бассо | Эндрю Бреннер                                                            | 6 сентября 2016 |
| 3  | 482 | «Henry Gets the Express» «Экспресс Генри»           | Диана Бассо | Хелен Фарралл                                                            | 7 сентября 2016 |
| 4  | 483 | «Diesel and the Ducklings» «Дизель и утята»         | Диана Бассо | Ли Прессман                                                              | 8 сентября 2016 |
| 5  | 484 | «Bradford the Brake Van» «Всё по правилам»          | Диана Бассо | Ли Прессман                                                              | 9 сентября 2016 |
| 6  | 485 | «Saving Time» «Экономия времени»                    | Диана Бассо | Эндрю Бреннер                                                            | 21 ноября 2016  |
| 7  | 486 | «Ryan and Daisy» «Райан и Дейзи»                    | Диана Бассо | Дэйви Мур                                                                | 22 ноября 2016  |
| 8  | 487 | «Pouty James» «Надутый Джеймс»                      | Диана Бассо | Эндрю Бреннер                                                            | 23 ноября 2016  |
| 9  | 488 | «Blown Away» «Герой Скиф»                           | Диана Бассо | Хелен Фарралл                                                            | 24 ноября 2016  |
| 10 | 489 | «The Way She Does It» «Мечты Дэйзи»                 | Диана Бассо | Эндрю Бреннер                                                            | 25 ноября 2016  |
| 11 | 490 | «Letters to Santa» «Письма Санте»                   | Диана Бассо | Хелен Фарралл                                                            | 27 декабря 2016 |
| 12 | 491 | «Love Me Tender» «Братская дружба»                  | Диана Бассо | Дэйви Мур                                                                | 28 декабря 2016 |
| 13 | 492 | «The Railcar and the Coaches» «Зазнайка Дэйзи»      | Диана Бассо | Дэйви Мур                                                                | 29 декабря 2016 |
| 14 | 493 | «Mucking About» «Глупые шалости»                    | Диана Бассо | Дэйви Мур                                                                | 5 июня 2017     |
| 15 | 494 | «Cautious Connor» «Осторожный Коннор»               | Диана Бассо | Эндрю Бреннер                                                            | 6 июня 2017     |
| 16 | 495 | «All in Vain» «Липкий Джеймс»                       | Диана Бассо | Хелен Фарралл                                                            | 7 июня 2017     |
| 17 | 496 | «Buckled Tracks and Bumpy Trucks» «Сюрпризы погоды» | Диана Бассо | Ли Прессман                                                              | 8 июня 2017     |
| 18 | 497 | «Tit for Tat» «Как аукнется так и откликнется»      | Диана Бассо | Книга "Small Railway Engines" Преп. Уилберт Одри адаптация Эндрю Бреннер | 9 июня 2017     |
| 19 | 498 | «Mike's Whistle» «Гудок Майка»                      | Диана Бассо | Книга "Small Railway Engines" Преп. Уилберт Одри адаптация Эндрю Бреннер | 12 июня 2017    |
| 20 | 499 | «Useful Railway» «Полезные малыши»                  | Диана Бассо | Книга "Small Railway Engines" Преп. Уилберт Одри адаптация Эндрю Бреннер | 13 июня 2017    |
| 21 | 500 | «Henry in the Dark» «Зелёный призрак»               | Диана Бассо | Ли Прессман                                                              | 24 июля 2017    |
| 22 | 501 | «Three Steam Engines Gruff» «Три труса»             | Диана Бассо | Эндрю Бреннер                                                            | 25 июля 2017    |
| 23 | 502 | «Engine of the Future» «Двигатель будущего»         | Диана Бассо | Эндрю Брэннер                                                            | 26 июля 2017    |
| 24 | 503 | «Hugo and the Airship» «Мечты о небе»               | Диана Бассо | Эндрю Брэннер                                                            | 27 июля 2017    |
| 25 | 504 | «The Missing Breakdown Train» «Забытые спасатели»   | Диана Бассо | Дэйви Мур                                                                | 28 июля 2017    |
| 26 | 505 | «Skiff and the Mermaid» «Скифф и русалочка»         | Диана Бассо | Хелен Фарралл                                                            | 31 июля 2017    |
| 27 | 506 | «The Christmas Coffeepot» «Рождественский паровоз»  | Диана Бассо | Хелен Фарралл                                                            | 14 декабря 2017 |
| 28 | 507 | «Over the Hill» «А годы летят...»                   | Диана Бассо | Хелен Фарралл                                                            | 20 декабря 2017 |

## Сезон 21
| №  | №   | Название                                                  | Режиссёр    | Сценарий      | Премьера         |
| -- | --- | --------------------------------------------------------- | ----------- | ------------- | ---------------- |
| 1  | 508 | «Springtime for Diesel» «Вежливый дизель»                 | Диана Бассо | Дэйви Мур     | 18 сентября 2017 |
| 2  | 509 | «A Most Singular Engine» «Исключительная парочка»         | Диана Бассо | Дэйви Мур     | 19 сентября 2017 |
| 3  | 510 | «Dowager Hatt's Busy Day» «Молодец - мама!»               | Диана Бассо | Ли Прессман   | 20 сентября 2017 |
| 4  | 511 | «Stuck in Gear» «После урагана»                           | Диана Бассо | Дэйви Мур     | 21 сентября 2017 |
| 5  | 512 | «Runaway Engine» «Сбежавший паровозик»                    | Диана Бассо | Хелен Фарралл | 22 сентября 2017 |
| 6  | 513 | «PA Problems» «Чудо техники»                              | Диана Бассо | Ли Прессман   | 25 сентября 2017 |
| 7  | 514 | «Hasty Hannah» «Торопливая Ханна»                         | Диана Бассо | Ли Прессман   | 26 сентября 2017 |
| 8  | 515 | «Cranky at the End of the Line» «Крюк помощи»             | Диана Бассо | Ли Прессман   | 27 сентября 2017 |
| 9  | 516 | «New Crane on the Dock» «Полная гармония»                 | Диана Бассо | Ли Прессман   | 28 сентября 2017 |
| 10 | 517 | «Unscheduled Stops» «Остановки по требованию»             | Диана Бассо | Хелен Фарралл | 29 сентября 2017 |
| 11 | 518 | «Philip's Number» «Счастливый №68»                        | Диана Бассо | Ли Прессман   | 2 октября 2017   |
| 12 | 519 | «The Fastest Red Engine on Sodor» «Самый быстрый паровоз» | Диана Бассо | Хелен Фарралл | 3 октября 2017   |
| 13 | 520 | «A Shed for Edward» «Гараж для Эдварда»                   | Диана Бассо | Ли Прессман   | 4 октября 2017   |
| 14 | 521 | «The Big Freeze» «Сильные морозы»                         | Диана Бассо | Хелен Фарралл | 1 декабря 2017   |
| 15 | 522 | «Emily in the Middle» «Глупый спор»                       | Диана Бассо | Дэйви Мур     | 6 декабря 2017   |
| 16 | 523 | «Terence Breaks the Ice» «Теренс ломает лёд»              | Диана Бассо | Ли Прессман   | 11 декабря 2017  |
| 17 | 524 | «Daisy's Perfect Christmas» «Идеальное Рождество»         | Диана Бассо | Дэйви Мур     | 18 декабря 2017  |
| 18 | 525 | «Confused Coaches» «Перепутанные вагоны»                  | Диана Бассо | Хелен Фарралл | 22 декабря 2017  |

## Сезон 22
| №  | №   | Название                                                         | Режиссёр    | Сценарий      | Премьера         |
| -- | --- | ---------------------------------------------------------------- | ----------- | ------------- | ---------------- |
| 1  | 526 | «Number One Engine» «Отличная команда»                           | Диана Бассо | Дэйви Мур     | 3 сентября 2018  |
| 2  | 527 | «Forever and Ever» «Новый друг»                                  | Диана Бассо | Эндрю Бреннер | 4 сентября 2018  |
| 3  | 528 | «Confusion Without Delay» «По расписанию»                        | Диана Бассо | Дэйви Мур     | 5 сентября 2018  |
| 4  | 529 | «Trusty Trunky» «Слон спешит на помощь»                          | Диана Бассо | Бекки Овертон | 6 сентября 2018  |
| 5  | 530 | «What Rebecca Does» «Секрет Ребекки»                             | Диана Бассо | Дэйви Мур     | 7 сентября 2018  |
| 6  | 531 | «Thomas Goes to Bollywood» «Огни Болливуда»                      | Диана Бассо | Бекки Овертон | 10 сентября 2018 |
| 7  | 532 | «Thomas in the Wild» «В поисках большой панды»                   | Диана Бассо | Дэйви Мур     | 11 сентября 2018 |
| 8  | 533 | «Thomas and the Monkey Palace» «Томас и обезьяний дворец»        | Диана Бассо | Бекки Овертон | 12 сентября 2018 |
| 9  | 534 | «An Engine of Many Colours» «Разноцветный паровозик»             | Диана Бассо | Майкл Уайт    | 13 сентября 2018 |
| 10 | 535 | «Outback Thomas» «Экскурсионный поезд»                           | Диана Бассо | Тим Бэйн      | 14 сентября 2018 |
| 11 | 536 | «School of Duck» «Школа Дака»                                    | Диана Бассо | Ли Прессман   | 17 сентября 2018 |
| 12 | 537 | «Tiger Trouble» «В погоне за тигром»                             | Диана Бассо | Бекки Овертон | 18 сентября 2018 |
| 13 | 538 | «Seeing is Believing» «Невидимка»                                | Диана Бассо | Эндрю Бреннер | 19 сентября 2018 |
| 14 | 539 | «Apology Impossible» «Извинения принимаются!»                    | Диана Бассо | Бекки Овертон | 20 сентября 2018 |
| 15 | 540 | «The Water Wheel» «Водяное колесо»                               | Диана Бассо | Дэйви Мур     | 21 сентября 2018 |
| 16 | 541 | «Samson and the Fireworks» «Чудесные фейерверки»                 | Диана Бассо | Ли Прессман   | 5 ноября 2018    |
| 17 | 542 | «Runaway Truck» «Сбежавший вагон»                                | Диана Бассо | Дэйви Мур     | 3 декабря 2018   |
| 18 | 543 | «Thomas' Animal Ark» «Случай под Рождество»                      | Диана Бассо | Ли Прессман   | 10 декабря 2018  |
| 19 | 544 | «Cyclone Thomas» «Томас и циклон»                                | Диана Бассо | Тим Бэйн      | 17 декабря 2018  |
| 20 | 545 | «Kangaroo Christmas» «Австралийское Рождество»                   | Диана Бассо | Тим Бэйн      | 22 декабря 2018  |
| 21 | 546 | «Thomas and the Dragon» «Томас и дракон»                         | Диана Бассо | Дэйви Мур     | 5 февраля 2019   |
| 22 | 547 | «Rosie is Red» «Просто друг»                                     | Диана Бассо | Дэйви Мур     | 14 февраля 2019  |
| 23 | 548 | «The Case of the Puzzling Parts» «Дело о таинственных запчастях» | Диана Бассо | Дэйви Мур     | 18 февраля 2019  |
| 24 | 549 | «Banjo and the Bushfire» «Банджо и лесной пожар»                 | Диана Бассо | Тим Бэйн      | 19 февраля 2019  |
| 25 | 550 | «Counting on Nia» «Счёт для Нии»                                 | Диана Бассо | Ли Прессман   | 20 февраля 2019  |
| 26 | 551 | «Hunt the Truck» «Спрячь вагон»                                  | Диана Бассо | Майкл Уайт    | 15 мая 2019      |

## Сезон 23
| №  | №   | Название                                                            | Режиссёр    | Сценарий                    | Дата выпуска     |
| -- | --- | ------------------------------------------------------------------- | ----------- | --------------------------- | ---------------- |
| 1  | 552 | «Free the Roads» «Свободные дороги»                                 | Диана Бассо | Майкл Уайт                  | 2 сентября 2019  |
| 2  | 553 | «Crowning Around» «Пропавшая корона»                                | Диана Бассо | Камилла Юкон и Роза Джонсон | 3 сентября 2019  |
| 3  | 554 | «Chucklesome Truks» «Весёлые вагоны»                                | Диана Бассо | Дэйви Мур                   | 4 сентября 2019  |
| 4  | 555 | «The Other Big Engine» «Двойник»                                    | Диана Бассо | Дейви Мур                   | 5 сентября 2019  |
| 5  | 556 | «Heart of Gold» «Золотое сердце»                                    | Диана Бассо | Майкл Уайт                  | 6 сентября 2019  |
| 6  | 557 | «Batucada» «Батукада»                                               | Диана Бассо | Дэйви Мур                   | 9 сентября 2019  |
| 7  | 558 | «Gordon Gets the Giggles» «Во власти смеха»                         | Диана Бассо | Бекки Овертон               | 10 сентября 2019 |
| 8  | 559 | «Thomas Makes a Mistake» «Ошибка Томаса»                            | Диана Бассо | Камилла Юкон и Роза Джонсон | 11 сентября 2019 |
| 9  | 560 | «Diesel Do Right» «Молодец Дизель»                                  | Диана Бассо | Дэйви Мур                   | 12 сентября 2019 |
| 10 | 561 | «Grudge Match» «Матч-реванш»                                        | Диана Бассо | Дэйви Мур                   | 13 сентября 2019 |
| 11 | 562 | «Steam Team to the Rescue!» «Команда паровозиков спешит на помощь!» | Джоуи Со    | Дейви Мур                   | 19 октября 2019  |
| 12 | 563 | «Panicky Percy» «Перси паникёр»                                     | Диана Бассо | Камилла Юкон и Роза Джонсон | 16 декабря 2019  |
| 13 | 564 | «All Tracks Lead to Rome» «Все дороги ведут в Рим»                  | Джоуи Со    | Бекки Овертон               | 21 декабря 2019  |
| 14 | 565 | «Mines of Mystery» «Загадочная шахта»                               | Джоуи Со    | Бекки Овертон               | 22 декабря 2019  |
| 15 | 566 | «Laid Back Shane» «Беспечный Шейн»                                  | Диана Бассо | Камилла Юкон и Роза Джонсон | 4 мая 2020       |
| 16 | 567 | «Raingers of the Rails» «Приключения рядом»                         | Диана Бассо | Дэйви Мур                   | 5 мая 2020       |
| 17 | 568 | «Wich You Were Here» «Тоска по другу»                               | Диана Бассо | Дэйви Мур                   | 6 мая 2020       |
| 18 | 569 | «Out of Site» «Командная работа»                                    | Диана Бассо | Майкл Кайт                  | 7 мая 2020       |
| 19 | 570 | «First Day on Sodor» «Первый день»                                  | Диана Бассо | Бекки Овертон               | 11 мая 2020      |
| 20 | 571 | «Lorenzos Solo» «Соло Лоренцо»                                      | Диана Бассо | Бекки Овертон               | 12 мая 2020      |
| 21 | 572 | «Deep Trouble» «Большие неприятности»                               | Диана Бассо | Майкл Уайт                  | 13 мая 2020      |
| 22 | 573 | «Too Loud, Thomas!» «Громкий Томас!»                                | Диана Бассо | Бекки Овертон               | 14 мая 2020      |
| 23 | 574 | «Diesel Glows Away» «Исчезнувший Дизель»                            | Диана Бассо | Дэйви Мур                   | 15 мая 2020      |

## Сезон 24
| №  | №   | Название                                                      | Режиссёр    | Сценарий                    | Дата выпуска     |
| -- | --- | ------------------------------------------------------------- | ----------- | --------------------------- | ---------------- |
| 1  | 575 | «Thomas and the Royal Engine» «Королевский поезд»             | Неизвестно  | Неизвестно                  | 2 мая 2020       |
| 2  | 576 | «Emily's Beat Friend» «Лучший друг Эмили»                     | Диана Бассо | Камилла Юкан и Роуз Джонсон | 7 сентября 2020  |
| 3  | 577 | «Thomas'Fuzzy Friend» «Пушистый друг»                         | Диана Бассо | Бекки Овертон               | 8 сентября 2020  |
| 4  | 578 | «The Great Little Railway Show» «Большое железнодорожное шоу» | Диана Бассо | Майкл Уайт                  | 9 сентября 2020  |
| 5  | 579 | «Thomas and t the Forest Engines» «Лесные поезда»             | Диана Бассо | Дэйви Мур                   | 10 сентября 2020 |
| 6  | 580 | «Emily to the Rescue» «No 12»                                 | Диана Бассо | Бекки Овертон               | 11 сентября 2020 |
| 7  | 581 | «Shankar's Makeover» «Преображение Шанкара»                   | Диана Бассо | Камилла Юкан и Роуз Джонсон | 14 сентября 2020 |
| 8  | 582 | «Nia and Unfriendly Elephant» «Ниа и слон»                    | Диана Бассо | Дэйви Мур                   | 15 сентября 2020 |
| 9  | 583 | «James the Super Engine» «Суперпаровоз»                       | Диана Бассо | Дэвид Стотен                | 16 сентября 2020 |
| 10 | 584 | «Thomas' Not-So-Lucky Day» «Не удачный день»                  | Йен Черри   | Бекки Овертон               | 17 сентября 2020 |
| 11 | 585 | «Ace's Brave Jump» «Отважный прыжок Эйса»                     | Йен Черри   | Камилла Юкан и Роуз Джонсон | 18 сентября 2020 |
| 12 | 586 | «A New Arrival» «Блестящее пополнение»                        | Джоуи Со    | Лара Бомонт и Пол Ларсон    | 24 октября 2020  |
| 13 | 587 | «World Tomorrow» «Мир будущего»                               | Джоуи Со    | Лара Бомонт и Пол Ларсон    | 25 октября 2020  |
| 14 | 588 | «Nia's Bright Idea» «Путь домой»                              | Йен Черри   | Камилла Юкан и Роуз Джонсон | 5 декабря 2020   |
| 15 | 589 | «Cleo's First Snow» «Первый снег Клео»                        | Йен Черри   | Бекки Овертон               | 6 декабря 2020   |
| 16 | 590 | «Sonny's Second Chance» «Второй шанс»                         | Йен Черри   | Бекки Овертон               | 11 января 2021   |
| 17 | 591 | «Thomas and the Inventor's Workshop» «Дом для Рут»            | Диана Бассо | Камилла Юкан и Роуз Джонсон | 12 января 2021   |
| 18 | 592 | «The Inventor's Spectacular Bridge» «Шагающий мост»           | Йен Черри   | Девид Стотен                | 13 января 2021   |
| 19 | 593 | «Yong Bao and the Tiger» «Эмблема на удачу»                   | Йен Черри   | Йен МакКью и Девид Стотен   | 14 января 2021   |
| 20 | 594 | «Gordon and Rebecca, Coming Through!» «Не стой на пути»       | Йен Черри   | Дэйви Мур                   | 15 января 2021   |
| 21 | 595 | «Kenji on the Rails Again» «Пора домой»                       | Йен Черри   | Лаура Бомонт и Пол Ларсон   | 18 января 2021   |
| 22 | 596 | «Cleo the Road Engine» «Гонки по рельсам»                     | Йен Черри   | Лаура Бомонт и Пол Ларсон   | 19 января 2021   |
| 23 | 597 | «Thomas' Animal Friends» «Новый образ»                        | Неизвестно  | Неизвестно                  | 20 января 2021   |

## Сезон 25
| №  | №   | Название                         | Режиссёр   | Сценарий   | Дата выпуска     |
| -- | --- | -------------------------------- | ---------- | ---------- | ---------------- |
| 1  | 598 | «A Thomas Promise»               | Неизвестно | Неизвестно | 13 сентября 2021 |
| 2  | 599 | «Thomas Blasts Off»              | Неизвестно | Неизвестно | 13 сентября 2021 |
| 3  | 600 | «License to Deliver»             | Неизвестно | Неизвестно | 13 сентября 2021 |
| 4  | 601 | «Rules of the Game»              | Неизвестно | Неизвестно | 13 сентября 2021 |
| 5  | 602 | «A Quiet Delivery»               | Неизвестно | Неизвестно | 14 сентября 2021 |
| 6  | 603 | «Kana Goes Slow»                 | Неизвестно | Неизвестно | 14 сентября 2021 |
| 7  | 604 | «Dragon Run»                     | Неизвестно | Неизвестно | 15 сентября 2021 |
| 8  | 605 | «The Biggest Adventure Club»     | Неизвестно | Неизвестно | 15 сентября 2021 |
| 9  | 606 | «Percy's Lucky Bell»             | Неизвестно | Неизвестно | 16 сентября 2021 |
| 10 | 607 | «Sandy's Sandy Shipment»         | Неизвестно | Неизвестно | 16 сентября 2021 |
| 11 | 608 | «A Wide Delivery»                | Неизвестно | Неизвестно | 17 сентября 2021 |
| 12 | 609 | «Counting Cows»                  | Неизвестно | Неизвестно | 17 сентября 2021 |
| 13 | 610 | «Music is Everywhere»            | Неизвестно | Неизвестно | 20 сентября 2021 |
| 14 | 611 | «Backwards Day»                  | Неизвестно | Неизвестно | 27 сентября 2021 |
| 15 | 612 | «Chasing Rainbows»               | Неизвестно | Неизвестно | 4 октября 2021   |
| 16 | 613 | «Nia's Balloon Blunder»          | Неизвестно | Неизвестно | 11 октября 2021  |
| 17 | 614 | «Capture the Flag»               | Неизвестно | Неизвестно | 18 октября 2021  |
| 18 | 615 | «Mystery Boxcars»                | Неизвестно | Неизвестно | 25 октября 2021  |
| 19 | 616 | «Super Screen Cleaners»          | Неизвестно | Неизвестно | 1 ноября 2021    |
| 20 | 617 | «Overnight Stop»                 | Неизвестно | Неизвестно | 8 ноября 2021    |
| 21 | 618 | «The Joke is On Thomas»          | Неизвестно | Неизвестно | 15 ноября 2021   |
| 22 | 619 | «Lost and Found»                 | Неизвестно | Неизвестно | 22 ноября 2021   |
| 23 | 620 | «Thomas' Day Off»                | Неизвестно | Неизвестно | 29 ноября 2021   |
| 24 | 621 | «The Real Number One»            | Неизвестно | Неизвестно | 6 декабря 2021   |
| 25 | 622 | «Roller Coasting»                | Неизвестно | Неизвестно | 13 декабря 2021  |
| 26 | 623 | «No Power, No Problem!»          | Неизвестно | Неизвестно | 20 декабря 2021  |
| 27 | 624 | «The Tiger Train»                | Неизвестно | Неизвестно | 10 января 2022   |
| 28 | 625 | «Can-Do Submarine Crew»          | Неизвестно | Неизвестно | 17 января 2022   |
| 29 | 626 | «Eggsellent Adventure»           | Неизвестно | Неизвестно | 24 января 2022   |
| 30 | 627 | «Calliope Crack-Up»              | Неизвестно | Неизвестно | 31 января 2022   |
| 31 | 628 | «Tyrannosaurus Wrecks»           | Неизвестно | Неизвестно | 7 февраля 2022   |
| 32 | 629 | «The Super-Long Shortcut»        | Неизвестно | Неизвестно | 14 февраля 2022  |
| 33 | 630 | «A Light Delivery»               | Неизвестно | Неизвестно | 21 февраля 2022  |
| 34 | 631 | «The Paint Problem»              | Неизвестно | Неизвестно | 28 февраля 2022  |
| 35 | 632 | «Wonderful World»                | Неизвестно | Неизвестно | 7 марта 2022     |
| 36 | 633 | «Whistle Woes»                   | Неизвестно | Неизвестно | 14 марта 2022    |
| 37 | 634 | «Letting Off Steam»              | Неизвестно | Неизвестно | 21 марта 2022    |
| 38 | 635 | «Nia's Perfect Plan»             | Неизвестно | Неизвестно | 28 марта 2022    |
| 39 | 636 | «Something to Remember»          | Неизвестно | Неизвестно | 4 апреля 2022    |
| 40 | 637 | «Sandy Versus the Storm»         | Неизвестно | Неизвестно | 11 апреля 2022   |
| 41 | 638 | «An UnbeLEAFable Day»            | Неизвестно | Неизвестно | 18 апреля 2022   |
| 42 | 639 | «A Rusty Rescue»                 | Неизвестно | Неизвестно | 25 апреля 2022   |
| 43 | 640 | «Ghost Train»                    | Неизвестно | Неизвестно | 2 мая 2022       |
| 44 | 641 | «Hide and Surprise!»             | Неизвестно | Неизвестно | 10 мая 2022      |
| 45 | 642 | «Pop a Wheelie»                  | Неизвестно | Неизвестно | 17 мая 2022      |
| 46 | 643 | «Goodbye, Ghost-Scaring Machine» | Неизвестно | Неизвестно | 23 мая 2022      |
| 47 | 644 | «More Cowbell»                   | Неизвестно | Неизвестно | 31 мая 2022      |
| 48 | 645 | «Sir Topham Hatt's Hat»          | Неизвестно | Неизвестно | 6 июня 2022      |
| 49 | 646 | «Nia's Surprising Surprise»      | Неизвестно | Неизвестно | 13 июня 2022     |
| 50 | 647 | «A New View for Thomas»          | Неизвестно | Неизвестно | 20 июня 2022     |
| 51 | 648 | «Skiff Sails Sodor»              | Неизвестно | Неизвестно | 27 июня 2022     |
| 52 | 649 | «Song of Sodor»                  | Неизвестно | Неизвестно | 5 июля 2022      |

## Сезон 26
| №  | №   | Название                         | Режиссёр   | Сценарий   | Дата выпуска     |
| -- | --- | -------------------------------- | ---------- | ---------- | ---------------- |
| 1  | 650 | «Percy Disappears»               | Неизвестно | Неизвестно | 12 сентября 2022 |
| 2  | 651 | «Shake, Rattle, & Bruno»         | Неизвестно | Неизвестно | 12 сентября 2022 |
| 3  | 652 | «Fast Friends»                   | Неизвестно | Неизвестно | 19 сентября 2022 |
| 4  | 653 | «Ashima's Amazing Arrival»       | Неизвестно | Неизвестно | 26 сентября 2022 |
| 5  | 654 | «Tri-and-a-Half-a-Lon»           | Неизвестно | Неизвестно | 3 октября 2022   |
| 6  | 655 | «Carly's Magnificent Magnet»     | Неизвестно | Неизвестно | 10 октября 2022  |
| 7  | 656 | «New Mail Engine in Town»        | Неизвестно | Неизвестно | 17 октября 2022  |
| 8  | 657 | «Hot Air Percy»                  | Неизвестно | Неизвестно | 24 октября 2022  |
| 9  | 658 | «Carly's Screechy Squeak»        | Неизвестно | Неизвестно | 31 октября 2022  |
| 10 | 659 | «Blackout!»                      | Неизвестно | Неизвестно | 7 ноября 2022    |
| 11 | 660 | «Brand New Track»                | Неизвестно | Неизвестно | 14 ноября 2022   |
| 12 | 661 | «Stink Monster»                  | Неизвестно | Неизвестно | 21 ноября 2022   |
| 13 | 662 | «Whiteout!»                      | Неизвестно | Неизвестно | 28 ноября 2022   |
| 14 | 663 | «Christmas Mountain»             | Неизвестно | Неизвестно | 5 декабря 2022   |
| 15 | 664 | «Good as New»                    | Неизвестно | Неизвестно | 12 декабря 2022  |
| 16 | 665 | «More Than a Pretty Engine»      | Неизвестно | Неизвестно | 19 декабря 2022  |
| 17 | 666 | «Snowplow Struttin»              | Неизвестно | Неизвестно | 26 декабря 2022  |
| 18 | 667 | «Thomas in Charge»               | Неизвестно | Неизвестно | 2 января 2023    |
| 19 | 668 | «Kana Recharges»                 | Неизвестно | Неизвестно | 9 января 2023    |
| 20 | 669 | «The Big Skunk Funk»             | Неизвестно | Неизвестно | 16 января 2023   |
| 21 | 670 | «Off the Rails»                  | Неизвестно | Неизвестно | 23 января 2023   |
| 22 | 671 | «Diesel's Dilemma»               | Неизвестно | Неизвестно | 30 января 2023   |
| 23 | 672 | «A Very Percy Valentine's Day»   | Неизвестно | Неизвестно | 6 февраля 2023   |
| 24 | 673 | «Valentine's Heart»              | Неизвестно | Неизвестно | 13 февраля 2023  |
| 25 | 674 | «Bring it on Beresford»          | Неизвестно | Неизвестно | 20 февраля 2023  |
| 26 | 675 | «What's in a Name?»              | Неизвестно | Неизвестно | 27 февраля 2023  |
| 27 | 676 | «Sheep Shenanigans»              | Неизвестно | Неизвестно | 8 мая 2023       |
| 28 | 677 | «Tunnel Troubles»                | Неизвестно | Неизвестно | 9 мая 2023       |
| 29 | 678 | «The Case of the Missing Crane»  | Неизвестно | Неизвестно | 10 мая 2023      |
| 30 | 679 | «Not-So-Secret Mission»          | Неизвестно | Неизвестно | 15 мая 2023      |
| 31 | 680 | «Speedster Sandy»                | Неизвестно | Неизвестно | 16 мая 2023      |
| 32 | 681 | «For All the Marble»             | Неизвестно | Неизвестно | 17 мая 2023      |
| 33 | 682 | «Salty's Sea Shanty»             | Неизвестно | Неизвестно | 22 мая 2023      |
| 34 | 683 | «Retrieve the Kraken»            | Неизвестно | Неизвестно | 23 мая 2023      |
| 35 | 684 | «Rocket's Fall»                  | Неизвестно | Неизвестно | 24 мая 2023      |
| 36 | 685 | «Details? What Details?»         | Неизвестно | Неизвестно | 29 мая 2023      |
| 37 | 686 | «Blue Engine Blues»              | Неизвестно | Неизвестно | 30 мая 2023      |
| 38 | 687 | «Hay Fort Frenzy»                | Неизвестно | Неизвестно | 31 мая 2023      |
| 39 | 688 | «Percy in the Middle»            | Неизвестно | Неизвестно | 28 августа 2023  |
| 40 | 689 | «Bad Luck Boxcar»                | Неизвестно | Неизвестно | 4 сентября 2023  |
| 41 | 690 | «Not So Easy-Greasy»             | Неизвестно | Неизвестно | 11 сентября 2023 |
| 42 | 691 | «It All Adds Up»                 | Неизвестно | Неизвестно | 18 сентября 2023 |
| 43 | 692 | «Bruno's Map Mishap»             | Неизвестно | Неизвестно | 25 сентября 2023 |
| 44 | 693 | «Seeking a Safer Sodor»          | Неизвестно | Неизвестно | 2 октября 2023   |
| 45 | 694 | «A Cranky Goodbye»               | Неизвестно | Неизвестно | 9 октября 2023   |
| 46 | 695 | «Sameroo»                        | Неизвестно | Неизвестно | 16 октября 2023  |
| 47 | 696 | «Thomas for a Day»               | Неизвестно | Неизвестно | 23 октября 2023  |
| 48 | 697 | «The Super Axle»                 | Неизвестно | Неизвестно | 30 октября 2023  |
| 49 | 698 | «The Waiting Game»               | Неизвестно | Неизвестно | 6 ноября 2023    |
| 50 | 699 | «All Wheels on Track»            | Неизвестно | Неизвестно | 13 ноября 2023   |
| 51 | 700 | «Something Broken, Someone Blue» | Неизвестно | Неизвестно | 20 ноября 2023   |
| 52 | 701 | «Song of Sodor»                  | Неизвестно | Неизвестно | 27 ноября 2023   |

## Сезон 27
| №  | №   | Название                        | Режиссёр   | Сценарий   | Дата выпуска     |
| -- | --- | ------------------------------- | ---------- | ---------- | ---------------- |
| 1  | 702 | «What's the Buzz?»              | Неизвестно | Неизвестно | 7 марта 2024     |
| 2  | 703 | «Bells are Ringing»             | Неизвестно | Неизвестно | 7 марта 2024     |
| 3  | 704 | «Abraca-Diesel»                 | Неизвестно | Неизвестно | 7 марта 2024     |
| 4  | 705 | «Overcommitted»                 | Неизвестно | Неизвестно | 7 марта 2024     |
| 5  | 706 | «Sandy's Fine Mess»             | Неизвестно | Неизвестно | 7 марта 2024     |
| 6  | 707 | «Nia's Green Surprise»          | Неизвестно | Неизвестно | 7 марта 2024     |
| 7  | 708 | «Duck Duck Whoosh!»             | Неизвестно | Неизвестно | 7 марта 2024     |
| 8  | 709 | «Choo-Choo Check In»            | Неизвестно | Неизвестно | 7 марта 2024     |
| 9  | 710 | «Percy's Little Problem»        | Неизвестно | Неизвестно | 7 марта 2024     |
| 10 | 711 | «Fill-In Friend»                | Неизвестно | Неизвестно | 7 марта 2024     |
| 11 | 712 | «Cake It Easy»                  | Неизвестно | Неизвестно | 7 марта 2024     |
| 12 | 713 | «The Can-Do Crew»               | Неизвестно | Неизвестно | 7 марта 2024     |
| 13 | 714 | «Pizza Picnic Problem»          | Неизвестно | Неизвестно | 7 марта 2024     |
| 14 | 715 | «Travels with Terence»          | Неизвестно | Неизвестно | 19 сентября 2024 |
| 15 | 716 | «Crab Crossing»                 | Неизвестно | Неизвестно | 19 сентября 2024 |
| 16 | 717 | «Driving Winston»               | Неизвестно | Неизвестно | 19 сентября 2024 |
| 17 | 718 | «The Slowest Race in the World» | Неизвестно | Неизвестно | 19 сентября 2024 |
| 18 | 719 | «Bruno's Blustery Day»          | Неизвестно | Неизвестно | 19 сентября 2024 |
| 19 | 720 | «Night Lights»                  | Неизвестно | Неизвестно | 19 сентября 2024 |
| 20 | 721 | «For Love or Muddy»             | Неизвестно | Неизвестно | 19 сентября 2024 |
| 21 | 722 | «Percy's Duck Dilemma»          | Неизвестно | Неизвестно | 19 сентября 2024 |
| 22 | 723 | «All for the Nest»              | Неизвестно | Неизвестно | 19 сентября 2024 |
| 23 | 724 | «Winter Games»                  | Неизвестно | Неизвестно | 19 сентября 2024 |
| 24 | 725 | «The Accidental Bad Guy»        | Неизвестно | Неизвестно | 19 сентября 2024 |
| 25 | 726 | «Farmers Market...On Wheels!»   | Неизвестно | Неизвестно | 19 сентября 2024 |
| 26 | 727 | «The Smells of Sodor»           | Неизвестно | Неизвестно | 19 сентября 2024 |

## Фильмы
| Название                                                                      | Режиссёр       | Сценарий                                                                                               | Премьера         | Примечания                                                                              |
| ----------------------------------------------------------------------------- | -------------- | --- | ---------------- | --------------------------------------------------------------------------------------- |
| «Thomas and the Magic Railroad» «Томас и волшебная железная дорога»           | Бритт Оллкрофт | Бритт Оллкрофт                                                                                         | 14 июля 2000     | Полнометражный игровой фильм с элементами кукольной мультипликации Длительность 85 мин. |
| «Calling All Engines!» «На всех парах»                                        | Стив Асквит    | Пол Ларсон Марк Сил                                                                                    | 3 октября 2005   | Полнометражный кукольный мультипликационный фильм Длительность 60 мин                   |
| «The Great Discovery» «Великое открытие»                                      | Стив Асквит    | Шэрон Миллер                                                                                           | 6 октября 2008   | Полнометражный кукольный мультипликационный фильм Длительность 60 мин                   |
| «Hero of the Rails» «Герой железной дороги»                                   | Грег Тирнан    | Шэрон Миллер                                                                                           | 12 октября 2009  | Полнометражный мультипликационный фильм Компьютерная анимация Длительность 60 мин       |
| «Misty Island Rescue» «Спасение с Туманного острова»                          | Грег Тирнан    | Шэрон Миллер                                                                                           | 11 октября 2010  | Полнометражный мультипликационный фильм Компьютерная анимация Длительность 60 мин       |
| «Day of the Diesels» «День Дизелей»                                           | Грег Тирнан    | Шэрон Миллер                                                                                           | 26 сентября 2011 | Полнометражный мультипликационный фильм Компьютерная анимация Длительность 60 мин       |
| «Blue Mountain Mystery» «Тайна Голубой горы»                                  | Грег Тирнан    | Шэрон Миллер                                                                                           | 3 сентября 2012  | Полнометражный мультипликационный фильм Компьютерная анимация Длительность 60 мин       |
| «King of the Railway» «Король железной дороги»                                | Роб Силвестри  | Эндрю Бреннер                                                                                          | 2 сентября 2013  | Полнометражный мультипликационный фильм Компьютерная анимация Длительность 60 мин       |
| «Tale of the Brave» «Повесть о храбрецах»                                     | Роб Силвестри  | Эндрю Бреннер                                                                                          | 25 августа 2014  | Полнометражный мультипликационный фильм Компьютерная анимация Длительность 60 мин       |
| «The Adventure Begins» «Приключение начинается»                               | Дон Спенсер    | Книги "The Three Railway Engines", "Thomas the Tank Engine" Преп. Уилберт Одри адаптация Эндрю Бреннер | 27 июля 2015     | Короткометражный мультипликационный фильм Компьютерная анимация Длительность 44 мин     |
| «Sodor's Legend of the Lost Treasure» «Легенда Содора о пропавших сокровищах» | Дэвид Стотен   | Эндрю Бреннер                                                                                          | 17 июля 2015     | Полнометражный мультипликационный фильм Компьютерная анимация Длительность 60 мин       |
| «The Great Race» «Большая гонка»                                              | Дэвид Стотен   | Эндрю Бреннер                                                                                          | 21 мая 2016      | Полнометражный мультипликационный фильм Компьютерная анимация Длительность 60 мин       |
| «Journey Beyond Sodor» «Покидая Содор»                                        | Дэвид Стотен   | Эндрю Бреннер                                                                                          | 22 августа 2017  | Полнометражный мультипликационный фильм Компьютерная анимация Длительность 70 мин       |
| «Big World! Big Adventures! The Movie» «Кругосветное путешествие!»            | Дэвид Стотен   | Эндрю Бреннер                                                                                          | 20 июля 2018     | Полнометражный мультипликационный фильм Компьютерная анимация Длительность 80 мин       |